# Escultura griega clásica

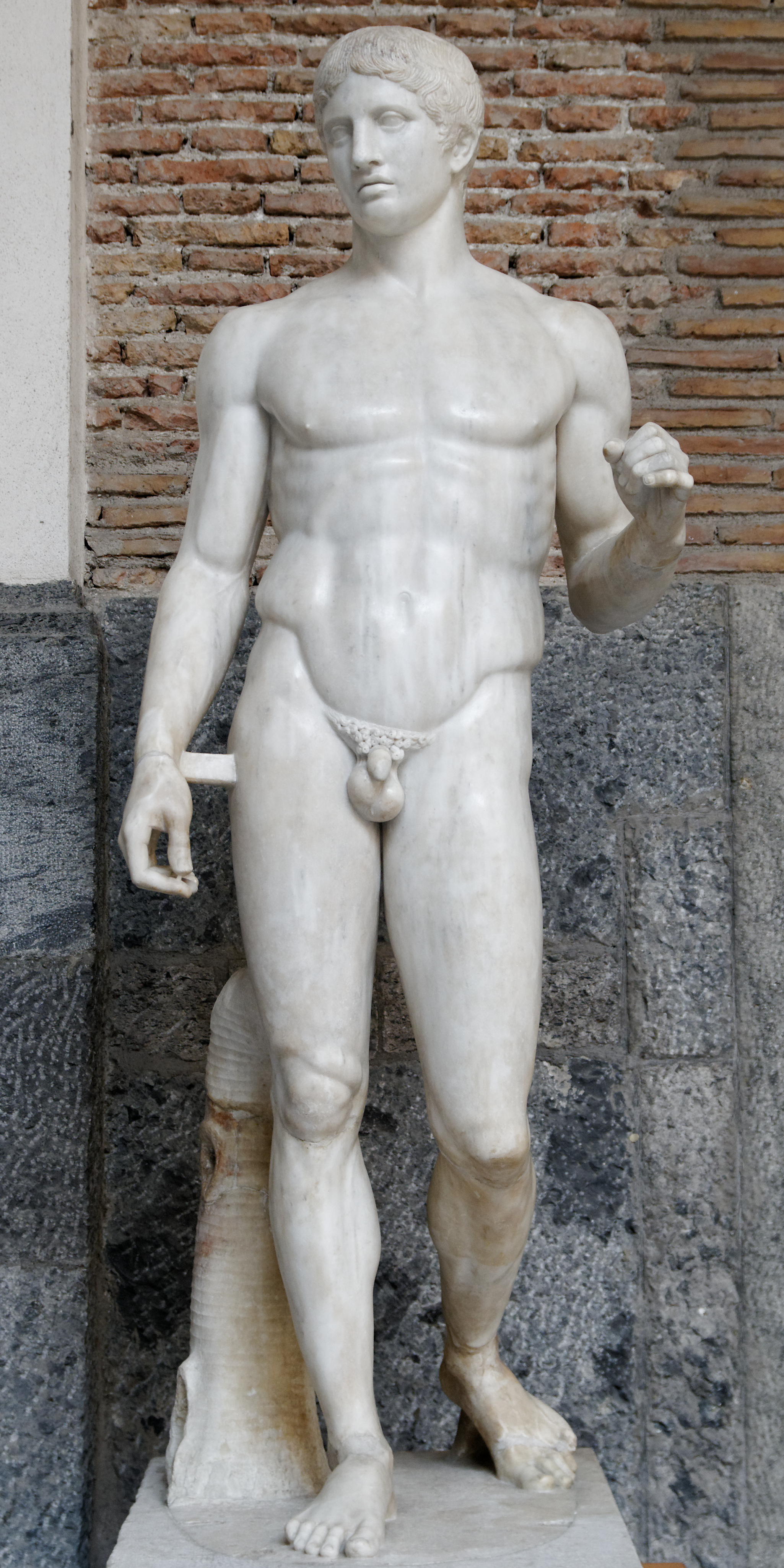
Doríforo (c. 440 a. C.) de Policleto, copia romana conservada en el Museo Arqueológico Nacional de Nápoles.

La Escultura griega clásica fue considerada durante mucho tiempo la cima del desarrollo del arte escultórico en la Antigua Grecia. Se suele tomar como un punto de partida aproximado para describir esta escultura clásica el año 450 a. C. que fue cuando apareció un tratado sobre las proporciones del cuerpo humano escrito por Policleto; su final está marcado por la conquista macedónica sobre Grecia en el 338 a. C., momento en el que el arte griego comienza una gran difusión hacia el oriente, de donde recibió influencias, cambió su carácter y se convirtió en cosmopolita, en la etapa conocida como el periodo helenístico. Es en ese momento cuando se consolida la tradición del clasicismo griego, tomando al hombre como la nueva medida del universo, y cuyo reflejo en la escultura es la primacía absoluta de la representación del cuerpo humano desnudo. La escultura clásica desarrolló una estética que combinaba los valores idealistas con una representación fidedigna de la naturaleza, pero evitó la caracterización y la interpretación excesivamente realista de las sensaciones emocionales y permaneció por lo general en un ambiente formal de equilibrio y armonía. Incluso cuando los personajes se encontraban representados en escenas de batalla, su expresión no reflejaba la violencia de los hechos.
El clasicismo elevó al hombre a un nivel de dignidad sin precedentes, al mismo tiempo en que se le dio la responsabilidad de crear su propio destino y ofrecer un modelo de convivencia armonioso, un espíritu de una educación integral para una ciudadanía ejemplar. Estos valores, junto con su tradicional asociación de la belleza con la virtud, encontraron en la escultura del período clásico, con su retrato idealizado del ser humano, un vehículo especialmente adecuado para expresarlo, y un eficaz instrumento de educación cívica, ética y estética. Se inauguró una nueva forma de representar el cuerpo humano que fue una de las claves para el nacimiento de una nueva filosofía, la estética, además de haber sido el fundamento de movimientos de enorme importancia, como el Renacimiento y el Neoclasicismo; incluso sigue siendo válido hasta el día de hoy. Por lo tanto, su impacto en la cultura occidental es muy importante, y es tomada como la referencia central para el estudio de la Historia del arte occidental. Pero más allá de su valor histórico, su calidad artística intrínseca raramente ha sido puesta en duda; la gran mayoría de los críticos antiguos y modernos la enaltece y los museos que la conservan son visitados por millones de personas cada año. La escultura griega clásica, aunque a veces ha recibido algunas críticas relacionadas con sus ideologías, el dogmatismo estético y otras exclusividades, todavía puede tener un papel positivo y renovador en el desempeño del arte y la sociedad contemporánea.

## Definición de «clásico»

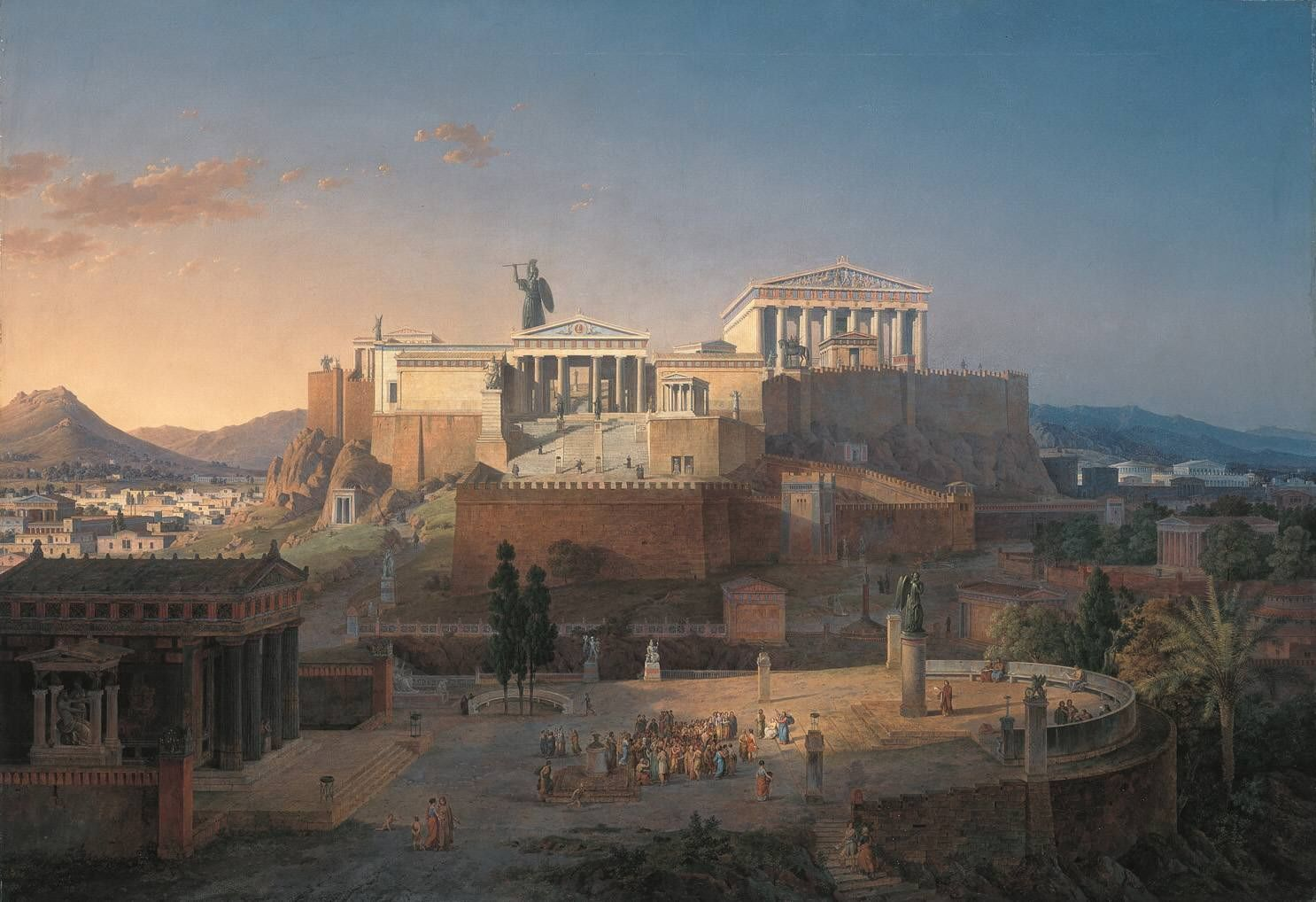
Leo von Klenze. Reconstrucción de la Acrópolis de Atenas, 1846.

La palabra clásico tiene un amplio uso, y no hay consenso en la literatura especializada acerca de su definición exacta. Las civilizaciones griega y romana en su totalidad fueron llamadas clásicas, por tener establecido patrones culturales que se volvieron en cánones y que aún continúan siendo válidos. En este sentido, clásico es todo lo que establece un modelo con el que juzgar expresiones que pertenecen a una misma categoría. El término se utiliza con un sentido más estricto, para referirse a un breve período dentro de la larga historia de la cultura griega antigua  —de mediados del siglo V a. C. hasta casi el final del siglo IV a. C.—, cuando se desarrolló un estilo y se creó un grupo de obras que durante siglos se consideran el mayor logro en el arte de la escultura de todos los tiempos, y por lo tanto merecen la calificación de clásica. Como en todos los procesos de la evolución artística, las fechas para definir una regla rigurosa resultan inexactas y objeto de controversia, porque siempre hay elementos de transición antes y después del periodo central, haciendo las fronteras siempre difusas y difícil de catalogar, lo que hace necesario por razones prácticas adoptar los límites establecidos por la tradición. Normalmente entre los siglos V y IV a. C. y hacia las fechas de 480 a. C. durante las guerras médicas, cuando Jerjes I incendió la Acrópolis y su final hacia el 323 a. C. con la muerte de Alejandro Magno.

## Contexto y antecedentes

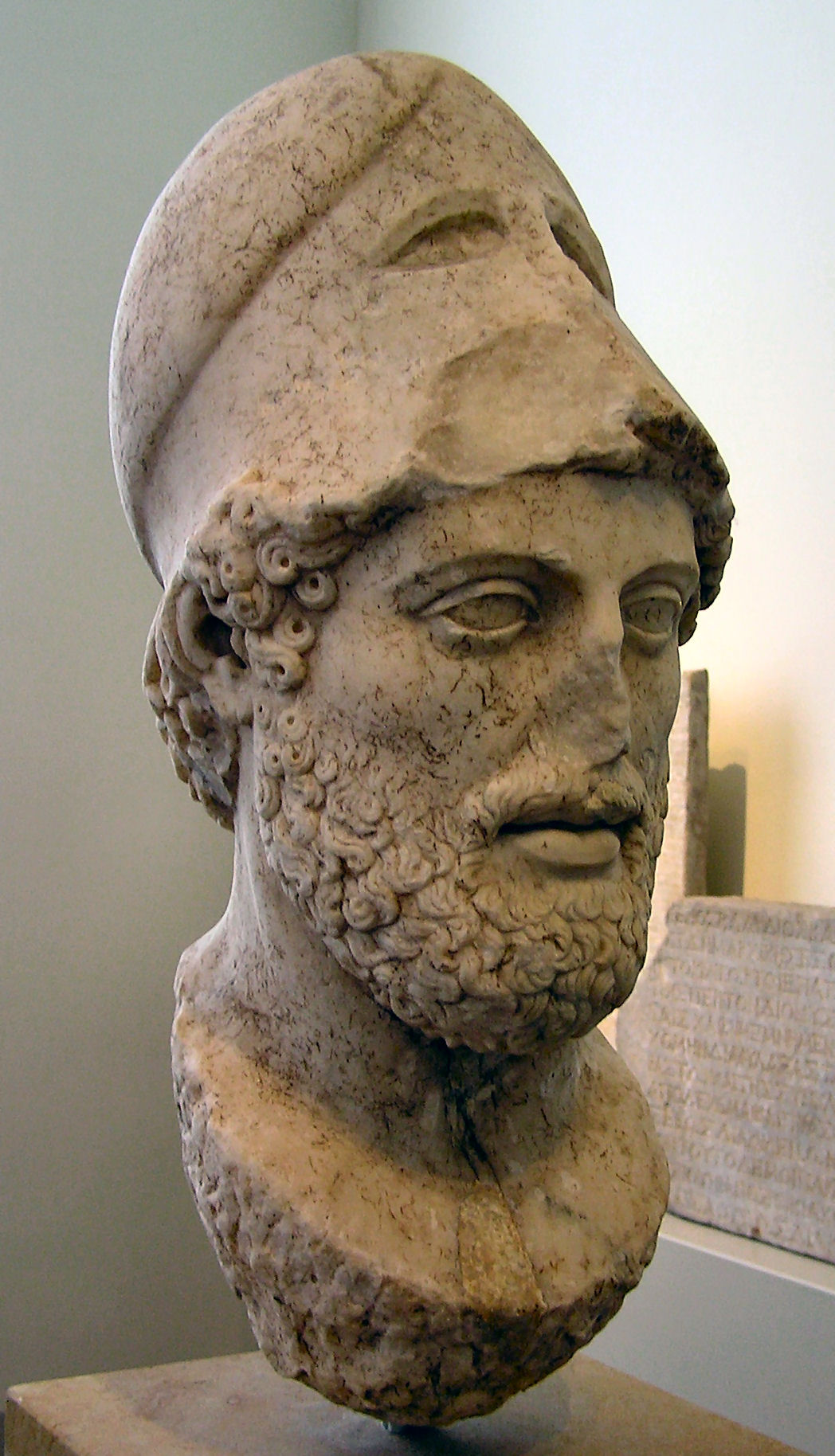
Pericles, gran impulsor de la construcción de la Acrópolis de Atenas, según una copia romana de un retrato griego del año 429 a. C. (Altes Museum, Berlín).

La escultura griega clásica se deriva principalmente de la evolución cultural ateniense en el siglo V a. C. —su expansión se explica por la hegemonía de esta ciudad sobre las otras griegas—  donde la principal figura artística fue Fidias, con la colaboración más o menos aislada, pero esencial, de otro gran artista, Policleto, activo en Argos. A mediados de este siglo, en Grecia se experimentó un momento de autoconfianza. Después de la victoria contra los persas, Atenas asumió el liderazgo entre las ciudades griegas, con la organización de la Liga de Delos. Alrededor del 454 a. C. el tesoro de la Liga se trasladó a Atenas, la ciudad se convirtió en una potencia, y redujo a sus antiguos aliados a una condición de tributarios. Pero Jerome Pollitt señala que estos factores, ya sea por separado o en conjunto, son suficientes para explicar los cambios observados en la cultura general. Entre estos factores estaba Pericles, que dominó la política de Atenas, entre el 460 a. C. y 429 a. C. Su objetivo era transformar su ciudad en un modelo para todo el mundo griego. Incentivó el imperialismo ateniense y protegió a los artistas y a los filósofos que plasmaron en formas concretas sus ideales. Al mismo tiempo, decidió romper una promesa hecha por los atenienses de dejar en ruinas los monumentos que habían sido destruidos por los persas —como un recordatorio perpetuo de la barbarie sufrida—, iniciando la reconstrucción de la ciudad y la Acrópolis, en parte con recursos propios y en parte con el superávit del tesoro de la Liga, del que era depositario. Pericles tenía en mente con esto dinamizar la economía de Atenas, empleando una multitud de obreros y artesanos y al mismo tiempo dejar un testimonio visible de la nueva situación de la ciudad.

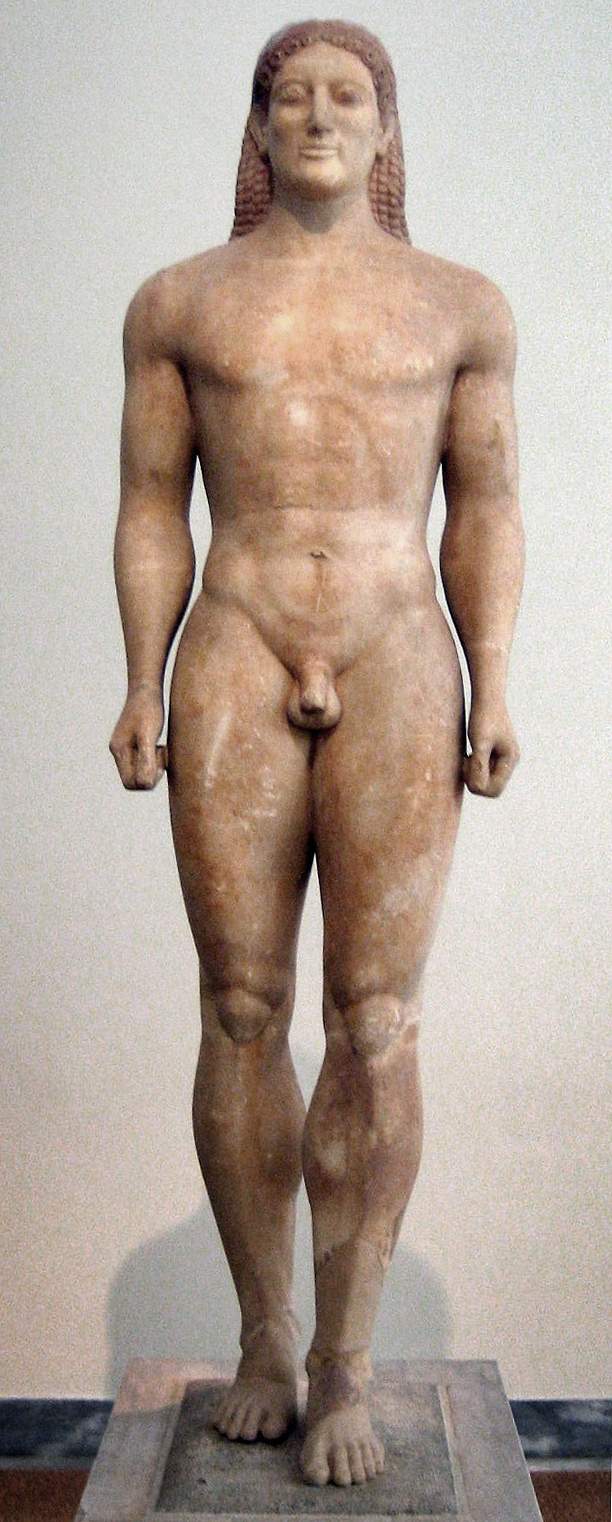
Kuros de Anavyssos, original. Museo Arqueológico Nacional de Atenas. Ejemplo de estilo arcaico.

Plutarco describió más tarde el entusiasmo que había con los trabajos en la Acrópolis:

Adelantábanse, pues, unas obras insignes en grandeza, e inimitables en su belleza y elegancia, contendiendo los artífices por excederse y aventajarse en el primor y maestría; y con todo, lo más admirable en ellas era la prontitud; porque cuando de cada una. pensaban que apenas bastarían algunas edades y generaciones para que difícilmente se viese acabada, todas alcanzaron en el vigor de un solo gobierno su fin y perfección.
Plutarco, Vidas paralelas: Pericles, 13.

Al mismo tiempo, la filosofía cambió su foco de atención del mundo natural a la sociedad humana, en la creencia de que el hombre podía ser el autor de su propio destino. Más que eso, el hombre llegó a ser considerado el centro de la creación. Sófocles expresa esta nueva forma de pensar en la dignidad del hombre en Antígona (c. 442 a. C.), diciendo:

Muchas cosas hay portentosas, pero ninguna tan portentosa como el hombre; él, que ayudado por el noto tempestuoso llega hasta el otro extremo de la espumosa mar, atravesándola a pesar de las olas que rugen, descomunales; él que fatiga la sublimísima divina tierra, inconsumible, inagotable, con el ir y venir del arado, año tras año, recorriéndola con sus mulas. Con sus trampas captura a la tribu de los pájaros incapaces de pensar y al pueblo de los animales salvajes y a los peces que viven en el mar, en las mallas de sus trenzadas redes, el ingenioso hombre que con su ingenio domina al salvaje animal montaraz; capaz de uncir con un yugo que su cuello por ambos lados sujete al caballo de poblada crin y al toro también infatigable de la sierra; y la palabra por sí mismo ha aprendido y el pensamiento, rápido como el viento, y el carácter que regula la vida en sociedad, y a huir de la intemperie desapacible bajo los dardos de la nieve y de la lluvia: recursos tiene para todo, y, sin recursos, en nada se aventura hacia el futuro; solo la muerte no ha conseguido evitar, pero si se ha agenciado formas de eludir las enfermedades inevitables.

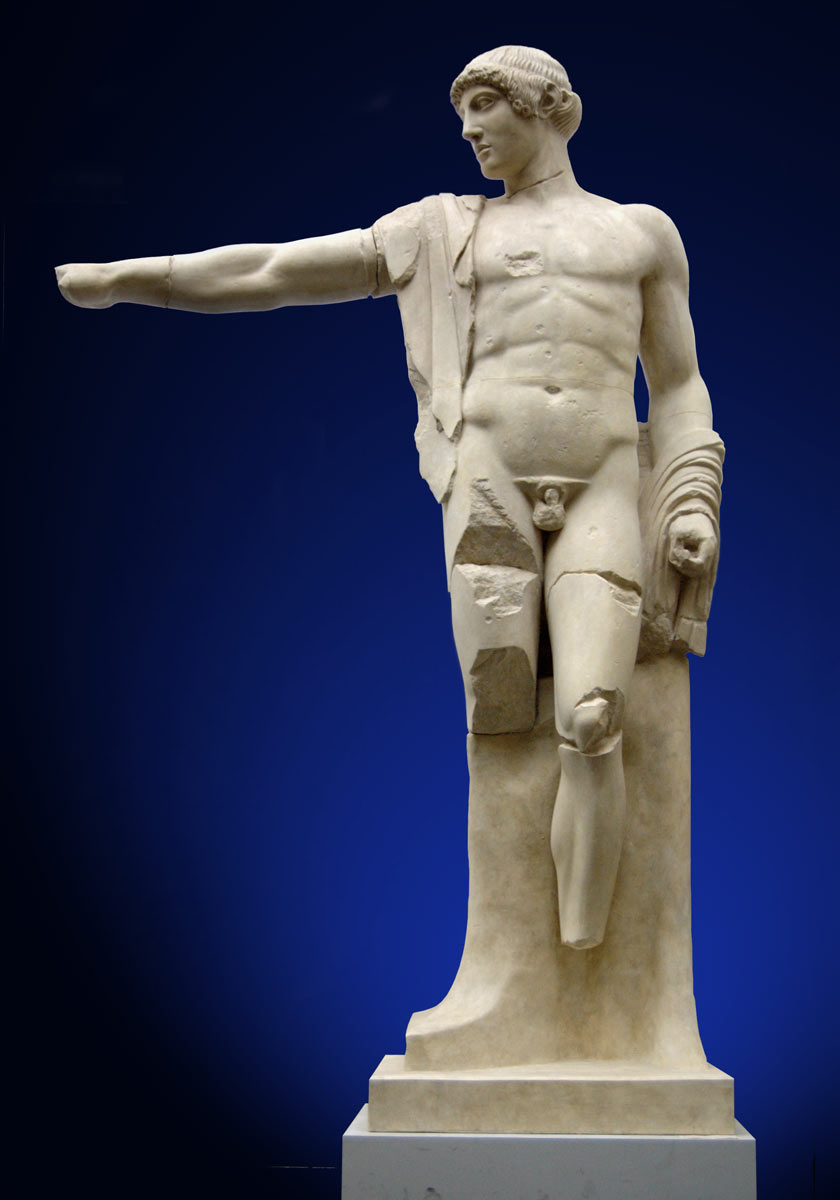
Apolo, original. Museo Arqueológico de Olimpia. Ejemplo de estilo severo.

Así surge el clasicismo de un sentimiento de confianza en las capacidades y las realizaciones de un determinado pueblo, un deseo de gloria y eternidad para sí mismo, y su orgullo, así como su xenofobia resultan evidentes en el discurso político y en la literatura de la época, pero los poetas y los filósofos eran conscientes de las implicaciones para toda la humanidad en esta nueva forma de ser. El hombre se convierte en la nueva medida de todas las cosas, que pueden ser juzgadas a partir de su experiencia. Está presente, por ejemplo, en la irregularidad matemática de las dimensiones del Partenón, donde sus columnas se desvían de la ortogonal estricta para conseguir efectos de regularidad puramente óptica, con la inclinación hacia dentro, el diámetro en su parte central ampliado y las de los ángulos un poco más gruesas que todas las demás. Se expresa también en el naturalismo cada vez mayor de las formas humanas de la estatuaria.
En lo que respecta a la elaboración de la forma escultórica clásica, a mediados de siglo el naturalismo estaba ya muy avanzado. Los cincuenta años anteriores habían sido un período de rápidos y radicales cambios sociales y estéticos, que determinaron el abandono del modelo arcaico a otro que se denominó severo. El estilo arcaico hacía uso de una serie de convenciones heredadas de los egipcios, y lo más importante de su género, el desnudo masculino, o kouros, era una fórmula fija, una imagen de líneas abstractas que sólo mostraban del cuerpo humano real las características más básicas, y siempre exhibían la llamada «sonrisa arcaica» con la misma actitud corporal, aunque consiguiese resultados de un aspecto soberbio y de una fuerza innegable. Estas eran formas siempre de hombres jóvenes, desde la adolescencia hasta una cierta madurez, incluso cuando eran realizadas para los sepulcros, probablemente de ciudadanos mayores, como las estatuas sepulcrales del Kuros de Aristódikos y el Kuros de Anavyssos del Museo Arqueológico Nacional de Atenas.

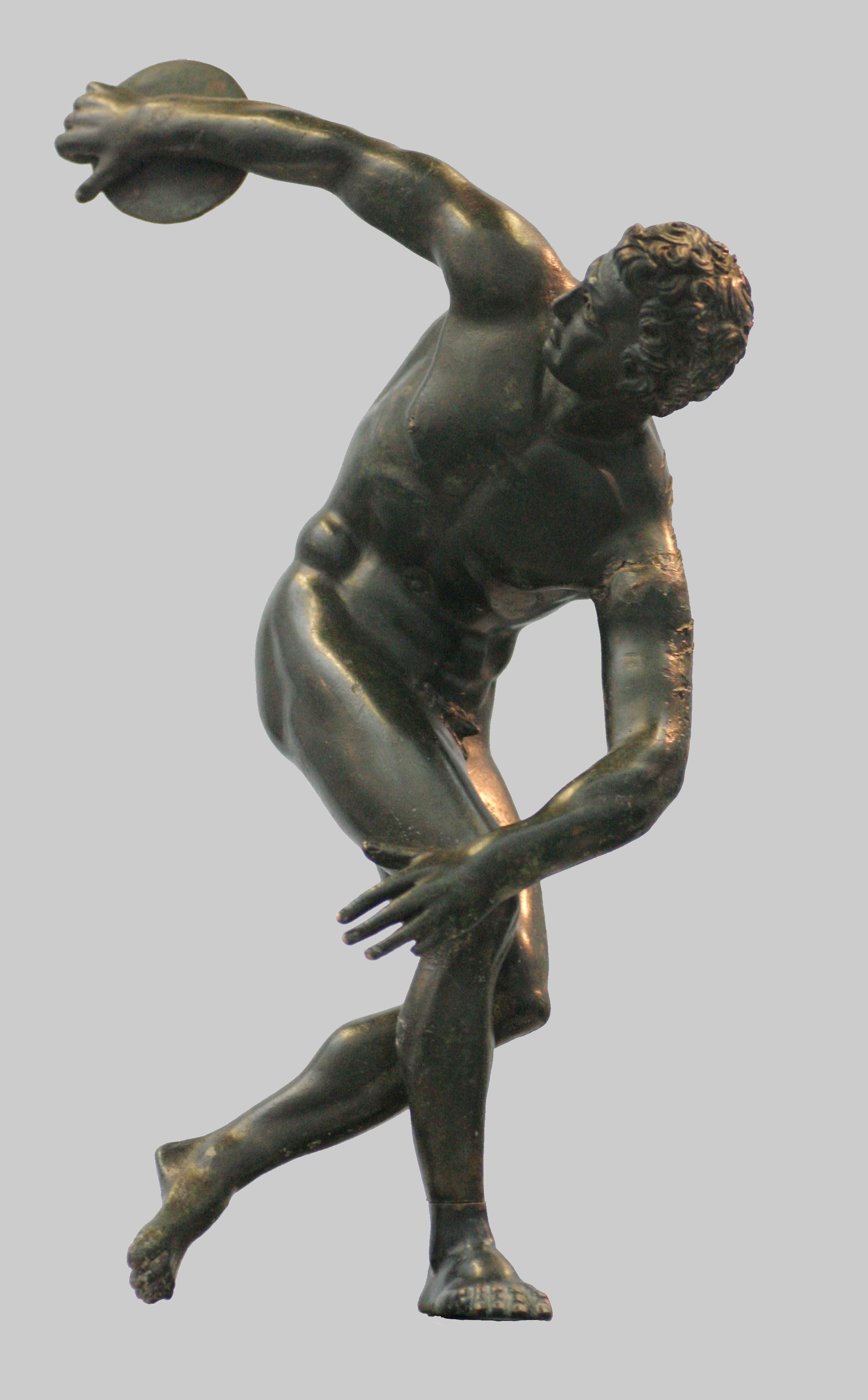
Discóbolo de Mirón. Copia romana en la Gliptoteca de Múnich.

Este modelo estuvo en vigor con pocos cambios durante más de doscientos años; los artistas del periodo severo introdujeron un nuevo sentido del naturalismo, y abrieron el camino para el estudio de la anatomía humana a partir del natural y para la expresión de las emociones de manera más convincente y variada. Alrededor del año 455 a. C. Mirón, escultor de la transición, alcanzó gran fama por sus esculturas dedicadas a dioses y atletas; realizó su Discóbolo, una obra que muestra un grado de naturalismo avanzado, conocida por varias copias posteriores romanas. Poco después Policleto, consolidó alrededor del 450 a. C., un nuevo canon de proporciones, que expresó la belleza y la vitalidad del cuerpo, al mismo tiempo que le dio un aspecto de eternidad y armonía. A partir de 446 a. C., Fidias, lideró el principal grupo de escultores que decoraron la Acrópolis, dejó en el Partenón la primera serie de obras a escala monumental, con modelos temáticos que perdurarían largo tiempo. Con ellos se establecieron los fundamentos de la escultura que se conoce como el «Alto clasicismo» (c. 450-420 a. C.).

## Alto clasicismo
Desde el estilo severo el esfuerzo de los artistas se dirigió hacia la obtención de una mayor verosimilitud de las formas escultóricas en relación con el modelo vivo, pero también con la preocupación de trascender la apariencia con el fin de expresar sus virtudes internas. Para los antiguos griegos se identificó la belleza física con la perfección moral, un concepto conocido como «kalokagathia» —para ellos la educación y el cultivo del cuerpo eran tan importantes como el perfeccionamiento de los sentimientos—, ambos esenciales para la formación de un ciudadano ejemplar, en una cultura donde la desnudez masculina en público, el motivo central de la escultura clásica, era una costumbre social aceptable en ciertas situaciones. Estos valores encontraron en esta fusión única del naturalismo con el idealismo un canal cada vez más apropiado para su manifestación, junto con la variedad de los temas tratados en la estatuaria y la perfecta conjunción de los dioses con héroes y mortales; en muchas de sus estatuas conmemorativas consiguieron fijar unos modelos de prototipos a seguir por mucho tiempo. La preferencia por la representación idealizada de los personajes, siempre en su juventud o en edad adulta temprana, el cuerpo en su gloria de belleza y de vigor, negaba el poder de la decadencia física y la muerte y restauraba el personaje a la eternidad. Su modelo fue mejorado por el cambio de enfoque en materializar los símbolos genéricos de la virtud que todos deseaban, y con ello ofrecer al pueblo la oportunidad de aprendizaje, junto con el disfrute de un placer estético superior. Tantas eran sus capacidades, que la escultura clásica, se convirtió para los griegos en un bien de utilidad pública e instrumento pedagógico.
Una importante contribución individual para cristalizar la asociación entre el arte y la ética también fue dada por Pitágoras en el período arcaico, desde su investigación en el campo de las matemáticas aplicadas a la música y la psicología. Consideró que el modo griego musical impresionaba el alma de diferentes maneras y era capaz de inducir estados psicológicos y comportamientos definidos, si la música no imitara la armonía matemáticamente expresa del cosmos, podría perturbar las almas de las personas y la sociedad. Esta asociación se amplió rápidamente a otras artes, dándoles poderes similares de transformación individual y en consecuencia colectiva. Su pensamiento tuvo una profunda influencia sobre Platón, que siguió la investigación dejada por los pitagóricos, lo que llevaría a un nuevo debate de la estética, para la exploración detallada de sus consecuencias morales y sociales.

### Policleto
Policleto fue, el primero en sistematizar estos valores y conceptos aplicados a la escultura en un tratado, El Kanon —norma en griego—, en el que el artista realiza un modelo de representación ideal de la belleza y la realidad, libre de características o variaciones individuales. La belleza del cuerpo se encontraba en la proporcionalidad de todas sus partes entre sí: la cabeza debía ser la séptima parte de la altura total, el pie dos veces la longitud de la palma de la mano, etc.

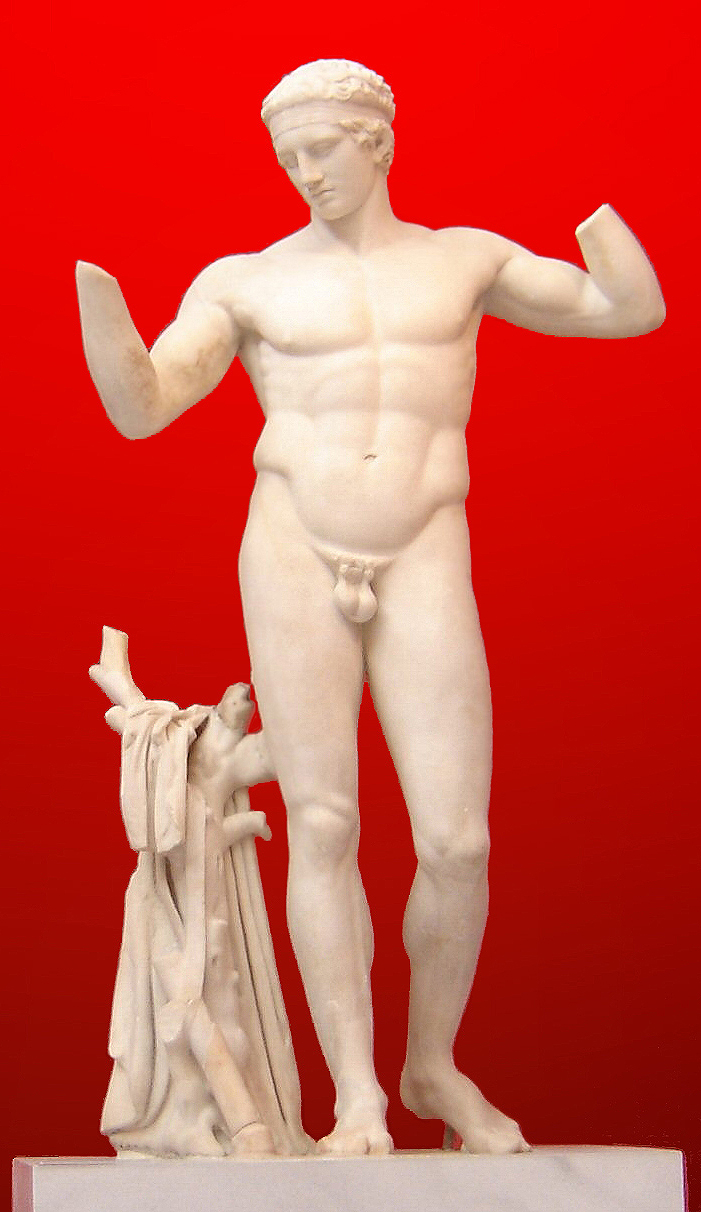
Diadúmeno del Museo Arqueológico Nacional de Atenas.

La obra está perdida, pero comentarios posteriores sobre la misma, dan una idea de su contenido. Galeno escribió que la belleza de un humano:

...no surge en la proporcionalidad o simetría de sus partes constituyentes sino en la proporcionalidad de partes tales como la de dedo a dedo, y la de todos los dedos con respecto a la palma y la muñeca, y la de éstas con el antebrazo, y la del antebrazo con el brazo y, de hecho, de todo con respecto a todo lo demás.

Policleto realizó una estatua de un desnudo masculino donde ratificó todo su texto, esta escultura está identificada actualmente como el Doriforo, y Arnold Hauser sugiere, casi sin objeciones de otros autores, que representa a Aquiles. Andrew Stewart comenta que la intención del autor era claramente discutir con ella, criticando el estilo de sus predecesores como el escultor Pitágoras de Regio, que se preocupaban más por la simetría y el ritmo y dieron un modelo formal que debía seguirse como una ley. Su expresión deliberadamente neutra e imparcial, su equilibrio entre estático y en movimiento conseguido con el contrapposto, su atención en establecer un riguroso sistema de proporciones que definía toda la composición de la figura del cuerpo y las relaciones de las partes entre sí, apareció como una gran novedad en su época, un ejemplo perfecto visual de sofrosina o autocontrol y moderación en todas las acciones, una de las virtudes básicas que componían la doctrina apolínea de «nada en exceso», y que caracterizaban al verdadero héroe. Aunque muy apreciados, sus principios parecen no haber sido aprobados en todos los casos. Fue criticada su ineficacia, en contextos narrativos y violentos como en escenas de batallas, y escritores como Quintiliano, dijeron más tarde, que este sistema no conseguía expresar la autoridad de los dioses.

Si bien Policleto supo dar a la forma humana una hermosura sobrenatural, de todos modos no parece haber expresado igualmente la majestad divina.

Sin embargo, su éxito se evidencia por el gran número de veces que fue copiado, y por su profunda influencia en las generaciones posteriores. Policleto puede que se hubiera basado en investigaciones previas sobre proporciones realizadas por el escultor Pitágoras, pero de cualquier manera, sus ideas eran parte de la búsqueda de sus contemporáneos para descubrir la estructura regular y armoniosa, el modelo fundamental de las infinitas variaciones de un mismo tipo del mundo físico, y establecer relaciones numéricas definidas a fin de poder imitar la regularidad y armonía en el arte, continuando la teoría del filósofo Pitágoras, de que el universo estaba estructurado a través de números. Dos de sus composiciones son las llamadas actualmente como modelos de su canon, el Doríforo y el Diadúmeno; según parece las dos esculturas representan el retrato de unos personajes individuales.

### Fidias

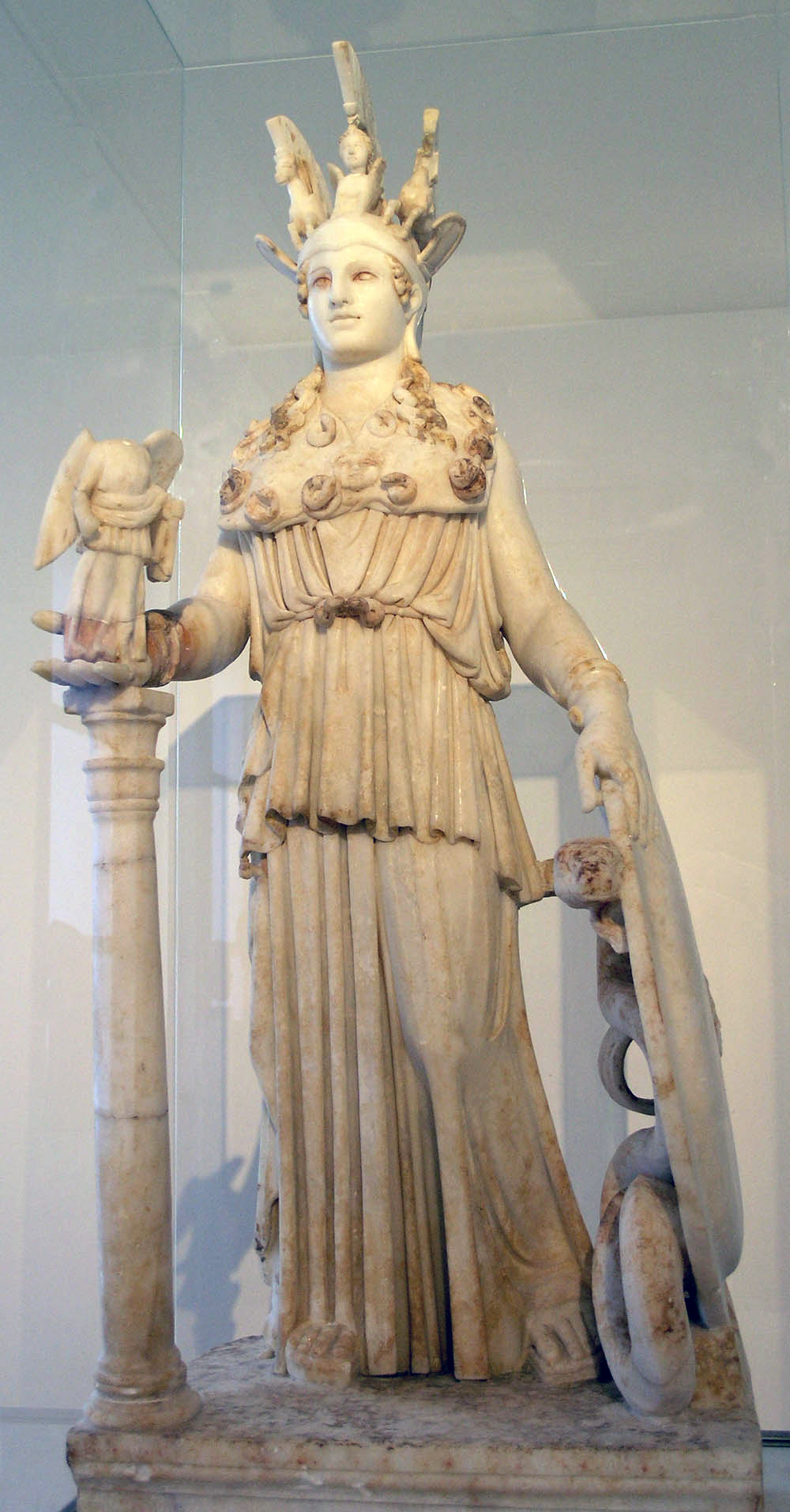
La Atenea Varvakeion, es una copia romana del en mármol de la Atenea Pártenos, está expuesta en el Museo Arqueológico Nacional de Atenas y es considerada la más fiel a la original de Fidias.

En cuanto a Fidias, fue quizás el escultor más célebre de los griegos. Su obra heredada de la austeridad del estilo severo, la combinó con los logros de Policleto, y fue apreciada por el alto idealismo y el ethos que expresaba. Como director de la decoración del Partenón, supervisó un grupo de artistas con preparación y tendencias diversas, que hizo que el resultado general fuese bastante heterogéneo, mostrando señales del estilo severo y otros más avanzados, naturalistas, y con una calidad siempre de primer orden. Este conjunto, a pesar de que fue la realización escultórica más ambiciosa del Alto clasicismo, no se puede tomar como una medida de su talento y estilo personal. Su éxito entre sus contemporáneos y su permanente recuerdo derivan, principalmente, de sus colosales estatuas de culto de Atenea y Zeus, instaladas respectivamente en la Acrópolis de Atenas y en el Templo de Zeus Olímpico (Olimpia). Ambas eran esculturas criselefantinas o sea que estaban cubiertas de oro y marfil; causaron un gran impacto en su época y en la actualidad están desaparecidas. La Estatua de Zeus en Olimpia, está considerada como una de las siete maravillas del mundo antiguo; lo único que permanece son descripciones literarias e imágenes grabadas en las monedas de la época, pero de la Atenea Pártenos, realizada en el año 438 a. C., sobrevive una copia romana del siglo II a. C. llamada Atenea Varvakeion, la que puede, por lo menos, dar una idea sobre lo que pudo ser la original.
El historiador Pausanias da una descripción de la estatua de Atenea:

...La estatua en sí está hecha de marfil y oro. En el centro de su casco hay una figura parecida a la Esfinge... y a cada lado del yelmo hay grifos en relieve. ... La estatua de Atenea es de pie, con una túnica hasta los pies, y sobre su pecho la cabeza de Medusa está tallada en marfil. Sostiene una Victoria de aproximadamente cuatro codos y en la otra mano una lanza; a sus pies yace un escudo y cerca de la lanza hay una serpiente. Esta serpiente podría ser Erictonio. Sobre el pedestal está el nacimiento de Pandora en relieve.
Pausanias, Descripción de Grecia. I.24.5-7

Otras obras que han llegado a través de copias y que le han asignado, sin mucha seguridad, son Atenea Lemnia, Apolo de Kassel, las Amazonas de Éfeso y un Hermes Logios.

### Escuela de Fidias

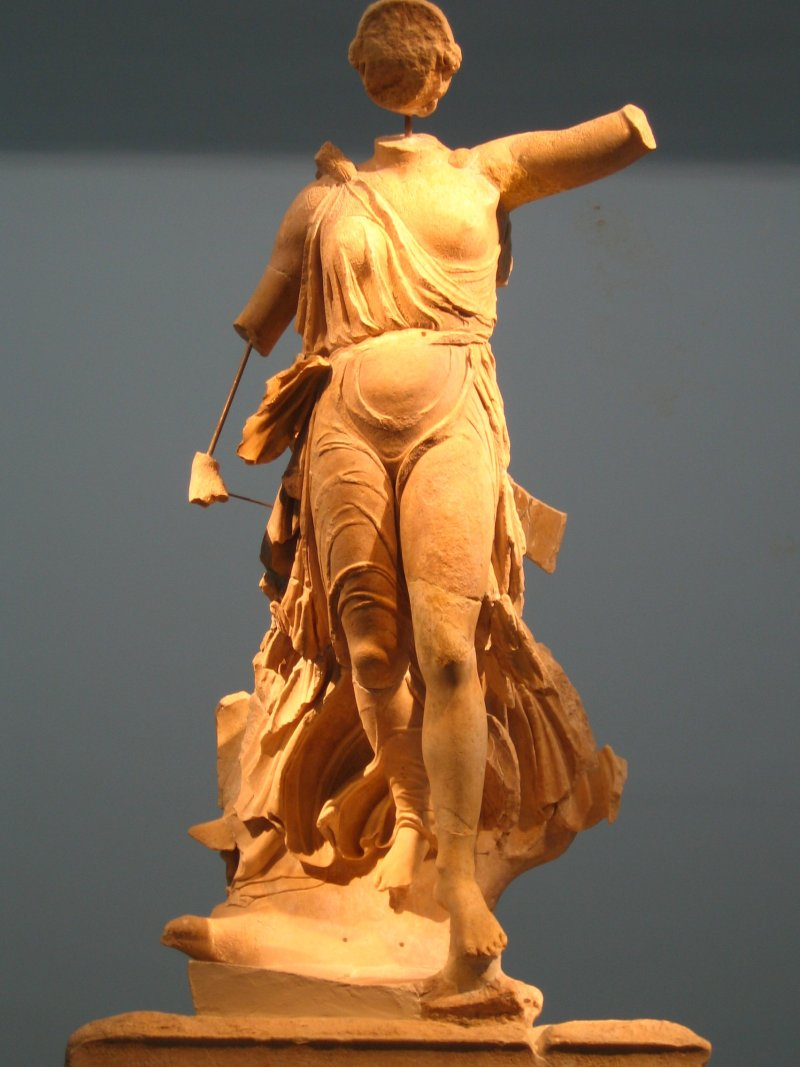
Victoria de Peonio de Peonio de Menda en el Museo Arqueológico de Olimpia.

Cálamis, otro gran nombre en cuanto a escultura de este periodo se refiere, fue ayudante de Fidias, al que se le atribuye el diseño de las metopas del Partenón, aunque su estilo tuvo alguna influencia del período de severo, del que fue uno de los principales representantes.
Otros escultores considerados de este mismo periodo son Alcámenes, dado a conocer por las descripciones de Pausanias y con obras como el Hermes Propylaios de la Acrópolis del cual se conservan varias copias posteriores. Cresilas de origen cretense, autor de la estatua de Pericles erigida en la Acrópolis de Atenas, efectuó una Amazona para participar en el concurso celebrado en Éfeso y también se le atribuye la Medusa Rondanini conservada en la Gliptoteca de Múnich. Peonio de Menda, junto con los anteriores todos trabajaron en torno a la propuesta formal de Policleto y también para la ciudad de Atenas, pero su obra más reconocida es la Victoria de Peonio para la entrada del templo de Zeus en Olimpia, llama la atención el movimiento del vuelo de sus vestiduras. Agorácrito de Paros uno de los discípulos de Fidias, se le conocen esculturas como la Cibeles sedente del Metroón del Ágora de Atenas, y la más conocida es la monumental de Némesis que personifica la venganza divina realizada en mármol para el santuario de Ramnunte. Calímaco, un artista muy apreciado por el refinamiento de sus obras, está considerado como el inventor del capitel corintio,  entre sus obras destaca el ciclo de las Ménades orgiásticas, relieves efectuados con una gran abundancia de efectos decorativos, de las que hay unas copias en el Museo del Prado de Madrid.

## Areté y pathos en la mímesis artística

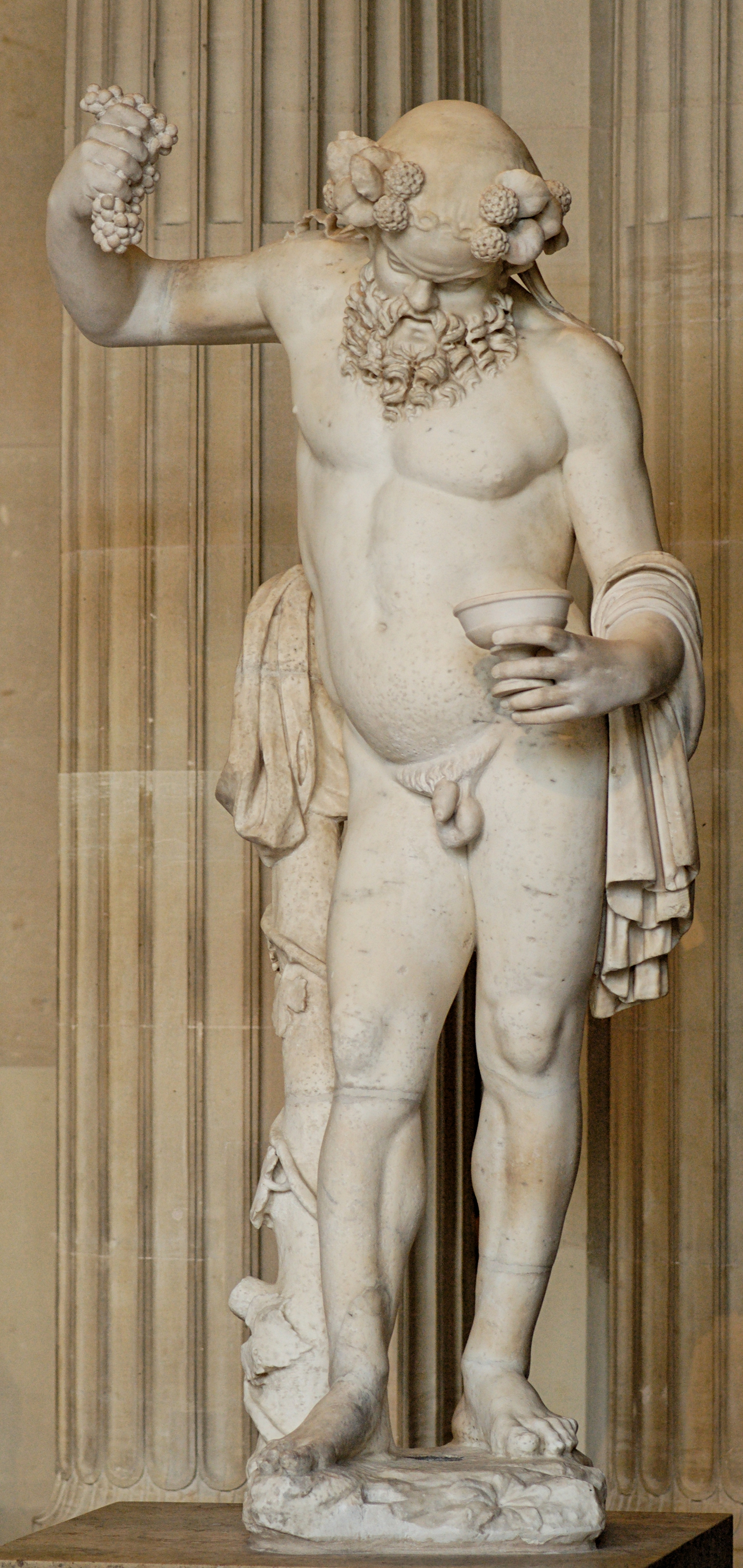
Obra romana del sátiro Sileno ebrio, inspirado en una escultura de Praxíteles en el (Museo del Louvre).

El estilo puro y austero de Policleto y Fidias, que tipifica el alto clasicismo, no duró mucho tiempo. En su Memorables, Jenofonte da más datos sobre el estado de la crítica de arte en la transición para el clasicismo tardío. En el texto, que recuerda la carrera de Sócrates, revela la existencia en esa época de un debate acerca de las capacidades y los límites de la mimesis. Jenofonte argumenta como un cierto Kleitos —escultor desconocido, que algunos consideran que es el propio Policleto— diciendo que sus estatuas de atletas victoriosos debían demostrar no sólo un ideal de belleza, sino también lo que estaba sucediendo en su psique —alma—, a través de características especiales de la cara y el cuerpo. La interpretación de este pasaje es controvertida, pero plantea una pregunta sobre la relación entre la apariencia y el significado humano y parece admitir la posibilidad del arte para expresar el «pathos», la emoción y el drama personal, en directa oposición a la neutralidad y la contención de Policleto. Para un público acostumbrado a ver las estatuas como objetos de celebraciones y no como un tributo al individuo que sirvió de modelo, sino un espejo del heroísmo colectivo, un ejemplo a seguir por todos los ciudadanos y un servicio a la sociedad en su conjunto, este concepto era bastante preocupante, pues debilita el carácter absoluto e invariable del «areté», poniéndolo bajo el control de los caprichos y emociones momentáneas y con la degradación del héroe a nivel de ser voluble como los centauros o los sátiros, donde corría el riesgo de dejar de ser considerado un héroe. Sin embargo, la discusión fue más allá. Al preguntar a Kleiton cómo conseguía reproducir una apariencia de vida en sus estatuas, resumió todo el problema en la representación imitativa de la naturaleza en el arte. Stephen Halliwell dice:

Incluso dentro de los límites de las conversaciones relatadas por Jenofonte en la Memorabilia, podemos discernir una tensión —una tensión que se convertiría en el centro de la herencia de la mímesis— entre los puntos de vista divergentes sobre el arte de representación, siendo por un lado, una ilusión ficticia, producto de un artefacto «engañoso», y por otro lado, un reflejo de un compromiso con la realidad.

Este problema anunció el fin de la primacía del ideal en abstracto, adaptándolo a la esfera individual, lo que sería la tónica del arte del siglo IV. a. C., cuando Platón y Aristóteles profundizarían extraordinariamente en lo que Sócrates había esbozado, sentando las bases para el desarrollo de una rama de la filosofía completamente nueva: la estética.

## Clasicismo tardío
Al final del siglo V a. C. hasta el siglo IV a. C. Atenas recuperó parte de la hegemonía en el mar Egeo que había perdido en años anteriores por luchas internas y guerras externas, que había transferido el poder político hacia Esparta, Corinto y Tebas. Con la recuperación de la democracia, sus riquezas volvieron a crecer, pero la política adquirió una característica profesional y compleja, con el desarrollo de lo que se llama el «aparato estatal», perdiendo la polis su carácter comunitario. Al mismo tiempo, las colonias griegas en el Mediterráneo se multiplicaron por cientos y obtuvieron un gran desarrollo con economías diversificadas y rentables, que imitaban el modelo social del área metropolitana. La descentralización de la cultura en estas regiones y el surgimiento de una clase mercantil rica, consumidora de arte, pero con valores propios, abrió el camino al individualismo y a la influencia de elementos culturales extranjeros.

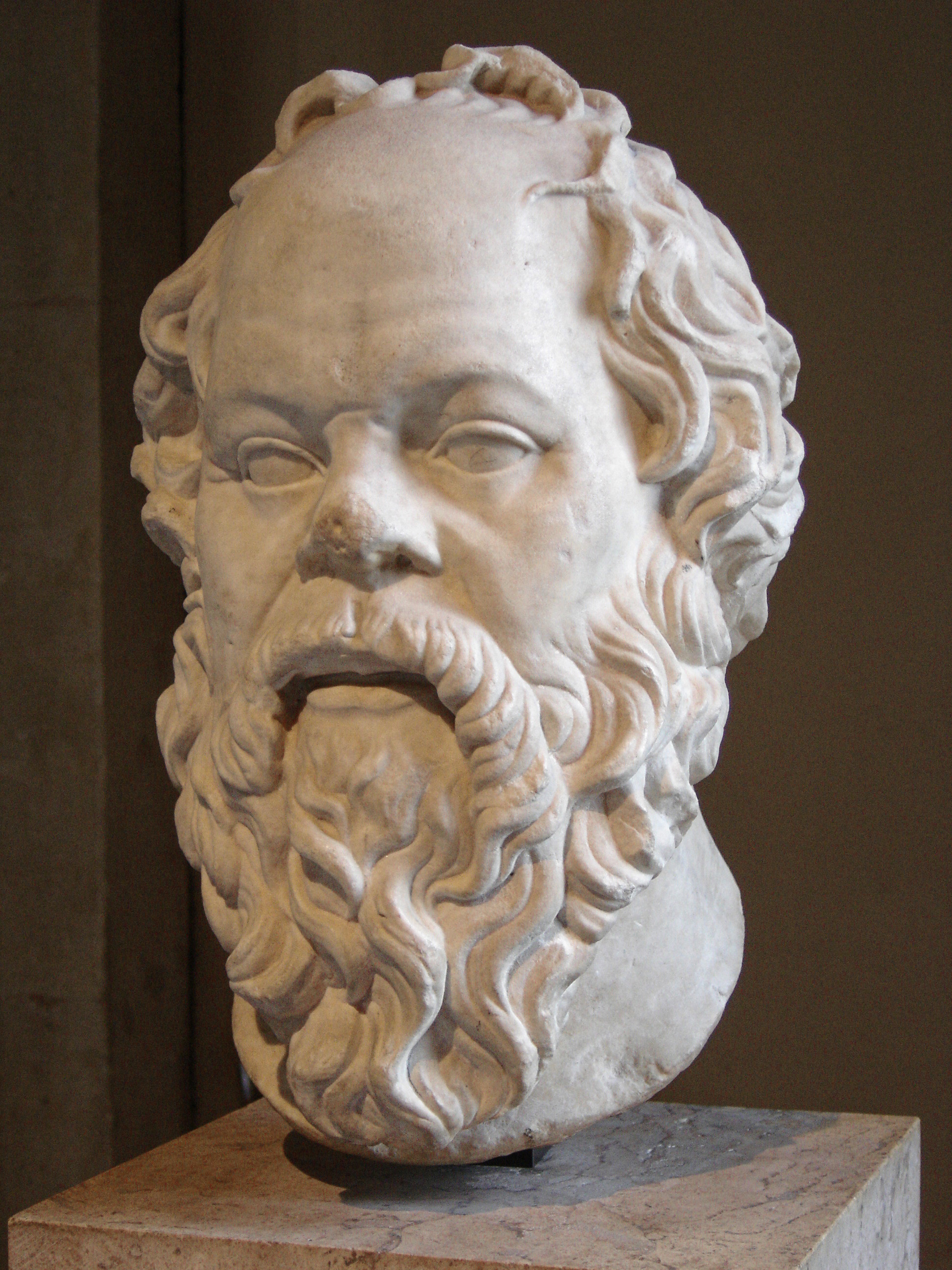
Retrato de Sócrates copia romana seguramente de un bronce de Lisipo (Museo del Louvre).

En la escultura la preocupación con la verosimilitud se acentuó aún más. Las innovaciones en la técnica de la talla en piedra permitían un mayor control en los detalles de acabado, y el interés de los artistas se amplió en la representación de las túnicas y vestidos con más refinamiento, para dejar las superficies pulidas en diferentes formas plásticas, con el fin de lograr efectos más sutiles de la luz y la sombra. Escultores de la nueva generación introdujeron una flexibilidad en el canon de Policleto, dejando la representación del movimiento para un mayor efecto mediante el desarrollo de un nuevo repertorio de actitudes más dinámicas del cuerpo y dejando las proporciones matemáticamente establecidas para crear imágenes atractivas para los sentidos, más similares a los cuerpos del mundo real, con sus idiosincrasias física y afectos personales, iniciándose el período llamado del clasicismo tardío. Las estatuas adquirieron de esta forma una «presencia» aún más enfática, también por el nuevo tratamiento realista dado a los detalles, la cara, el pelo y la barba. Nace el retrato individualizado, una innovación atribuida a Lisistrato, hermano de Lisipo, — quien fue el primero en sacar un molde de la cara del modelo (Plinio, XXXV, 153)—, con lo que se transfiere el centro del interés del embellecimiento por la semejanza, e invita al espectador a reflexionar sobre las posibles discrepancias entre el valor moral interno y la apariencia externa de la persona. Los retratos realistas de Sócrates de ese periodo, cuya fealdad era evidente pero también lo era su virtud, y cuyo resultado fue un ejemplo de la nueva dimensión que impregnaba el arte de la representación corporal.

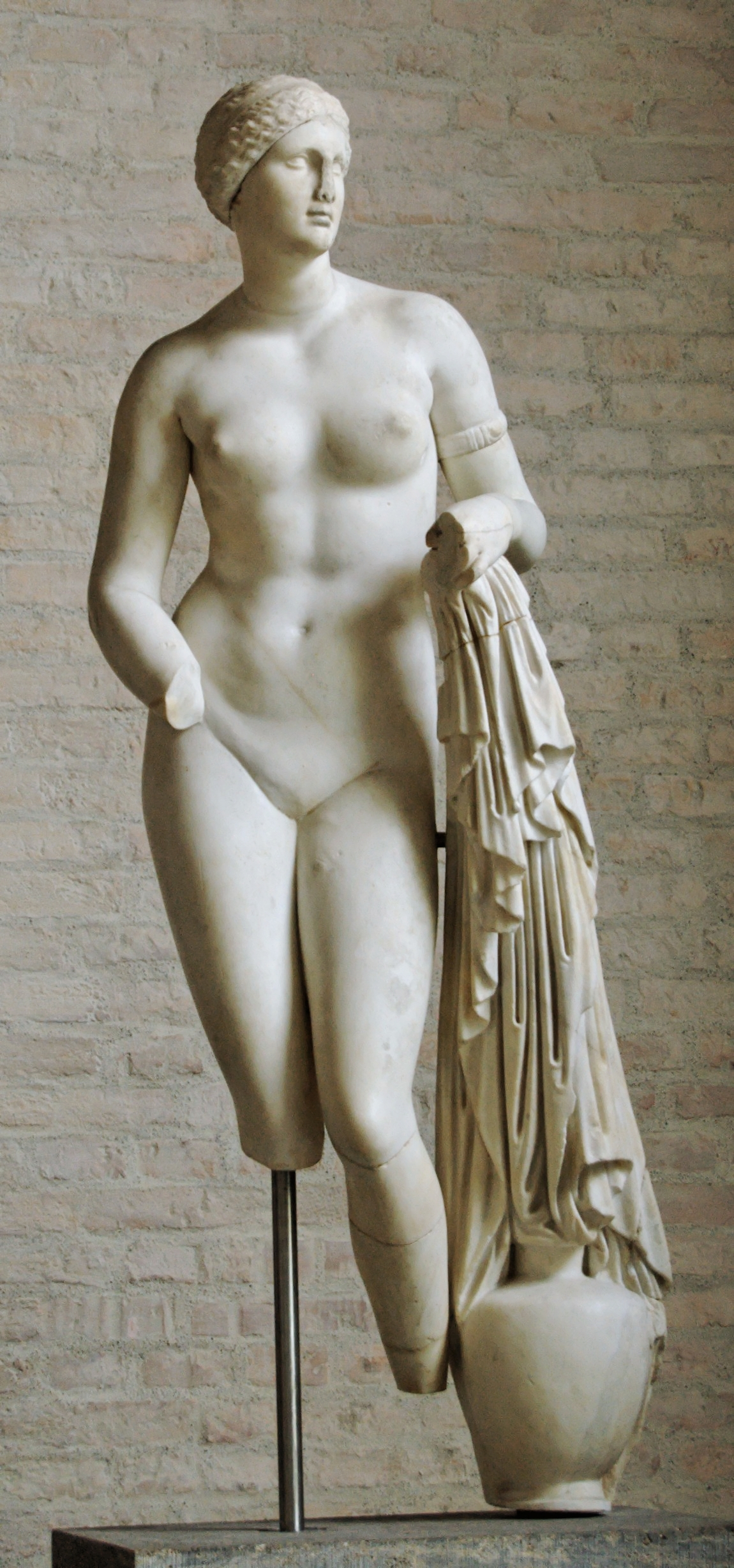
Afrodita Braschi, versión de la obra Afrodita de Cnido de Praxíteles en la Gliptoteca de Múnich.

Sin embargo, Platón reafirma la identidad entre belleza y virtud, pero las transferencias para el plano supramundano, en la búsqueda de la belleza más allá del alcance de los sentidos físicos, evita atribuir al escultor la capacidad de retratar la naturaleza con absoluta fidelidad. Con esto, advirtió para las inevitables diferencias entre el modelo vivo y su imitación, diferencias que incluso los escultores más expertos podrían incorporar y romper la identidad entre imagen y realidad, privando a las imágenes de parte de su antiguo significado y así conseguir que los artistas fueran comerciantes de ilusiones y portadores de mentira, cuyo producto fuera sólo un fantasma, una apariencia ilusoria. A pesar de esto, no negó totalmente el valor de la obra mimética, por considerar que la definición de la mimesis no implicaba una semejanza absoluta con el modelo. La belleza de las formas no era una cuestión de mera apariencia, pero las apariencias que encarnaban los valores morales y el deber del artista en trabajar en líneas éticas residía en el poder —y el peligro— de que las formas artísticas indujeran en el espectador otra mimesis personal e interna, de los principios y normas que transmitían. La interpretación de sus palabras todavía está rodeada de incertidumbres, y ha dado lugar a una amplia variedad de lecturas, algunos radicales, como Nietzsche, lo llamó «el mayor enemigo de las artes que Europa ha producido.» De todos modos, la cuestión sobre el papel de la mímesis en el arte, su argumento sobre la relación entre el arquetipo de la verdad y las manifestaciones del mundo natural, más su condena de lo trágico, plantearon problemas para la validación del producto artístico que no han sido resueltos por completo.

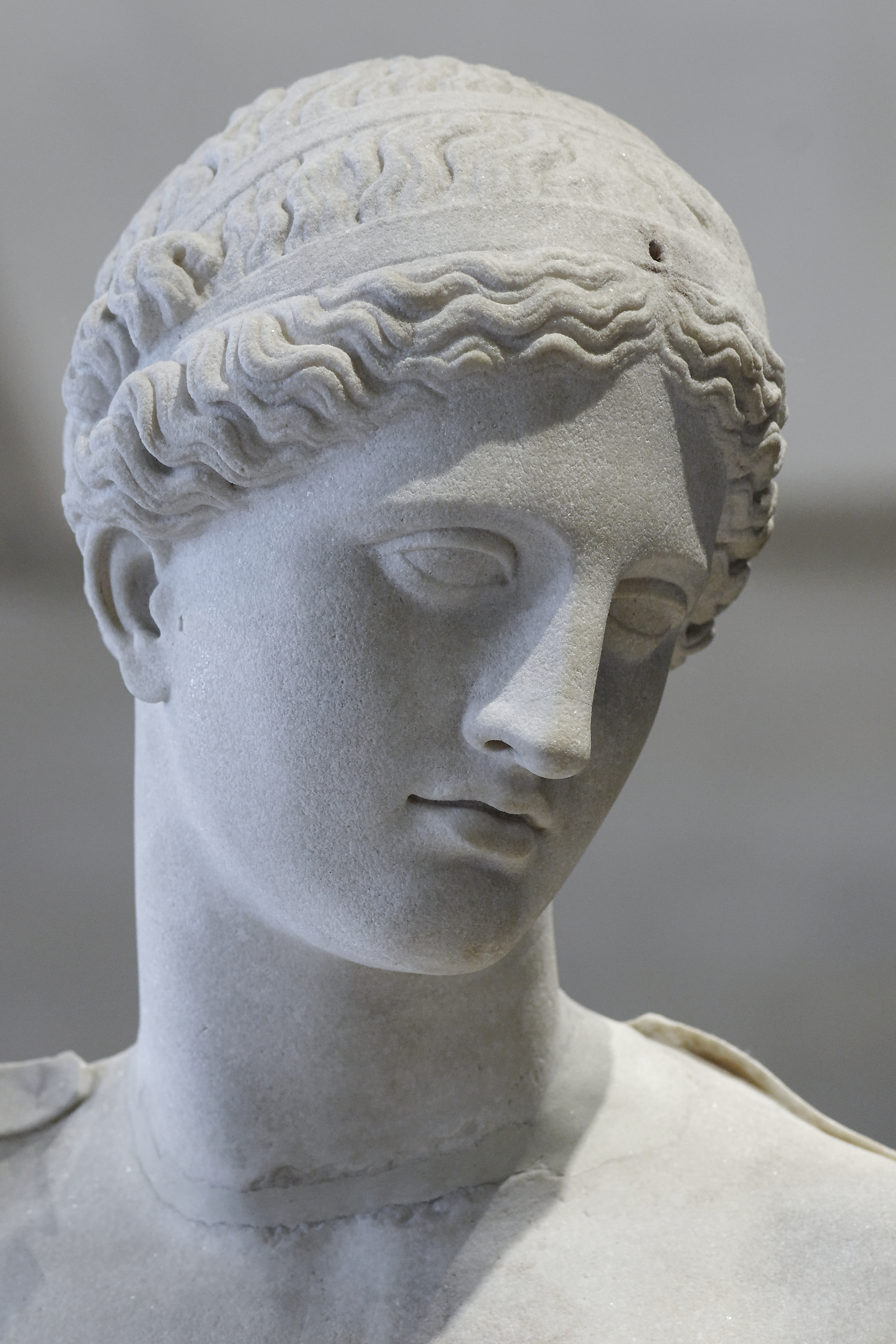
Detalle de la Venus de Arlés de Praxíteles (Museo del Louvre).

Las especulaciones filosóficas de esta naturaleza no parecen haber ejercido un mayor efecto sobre los artistas y el público consumidor de la escultura, de hecho fueron impugnadas en parte por personajes ilustres como Aristóteles. Desarrolló una teoría sobre la función catártica del arte, evitó la condena de la cultura popular y su emotividad. También defendió la representación de objetos «no bellos», en el supuesto de que el arte como una imitación de la naturaleza, no puede proporcionar un gran placer de aprendizaje profundo, pero en el caso de imitar la fealdad, puede generar y proporcionar una especie de «aprender-con-placer» accesible al público sin educación. Además, aprobó la mimesis artística como elemento válido en un contexto más amplio de reconocimiento y atribución de significado a lo que es familiar y a la adquisición de conocimiento y experiencia, que en sí mismos son una fuente de placer, pero sugería a los jóvenes a que contemplaran obras de artistas que él clasificó de «ethikos», aquellos cuyas creaciones mejor ejemplo daban del buen carácter humano, pues su influencia sería beneficiosa para toda la polis. Estas ideas contribuyeron a que la producción continuase creciendo, y hay que señalar que esta aproximación mayor de la naturaleza no significó un abandono total del ideal. El verdadero realismo sólo apareció en la escultura griega con la escuela helenística, menos algunos pocos casos aislados, como los mencionados retratos socráticos. Lisipo también ridiculizó a los escultores que creaban obras a partir del natural y se sentía orgulloso de «modelar los hombres como deberían ser».

### Praxíteles, Escopas y Lisipo

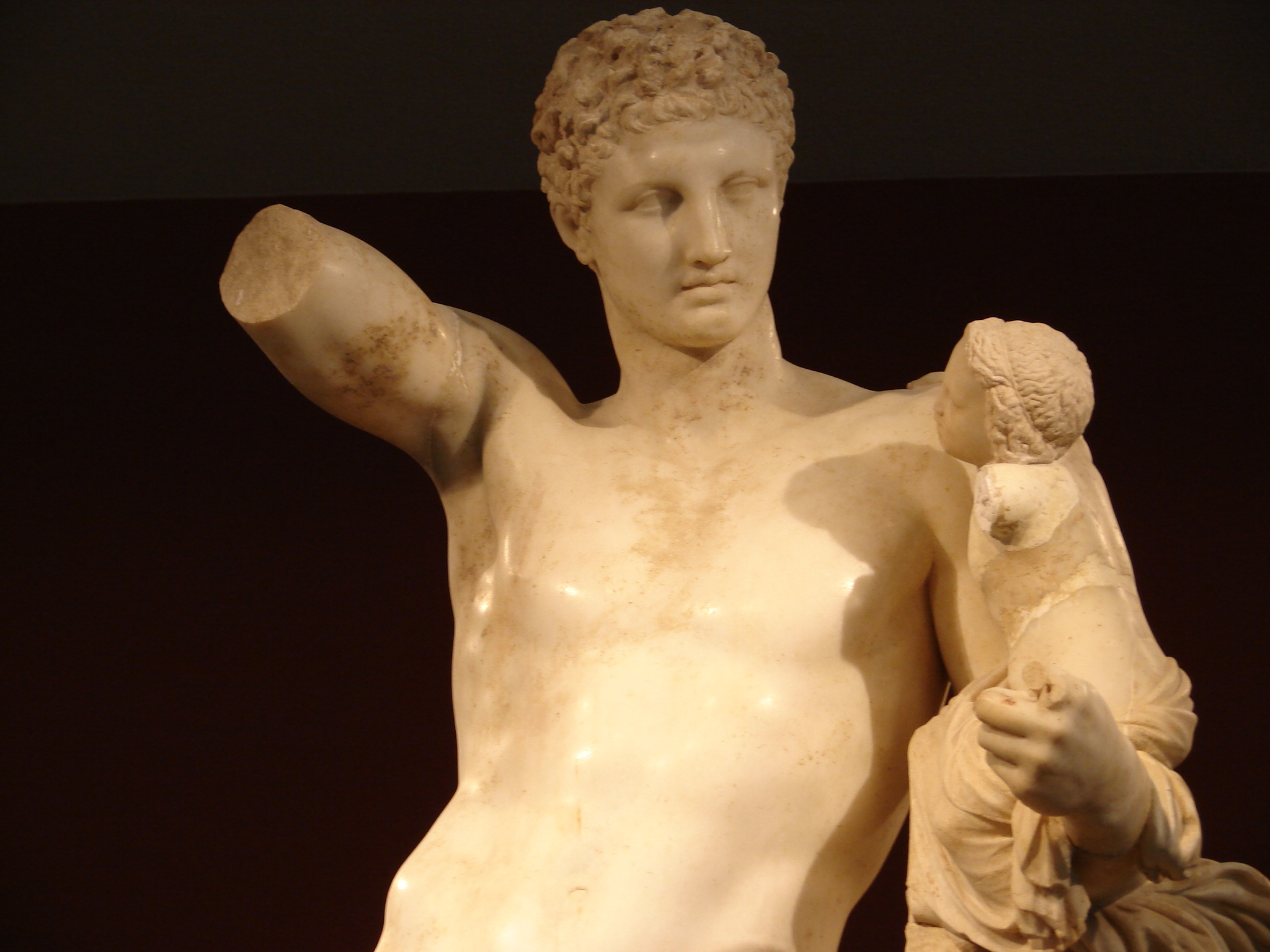
Detalle del Hermes con el niño Dioniso de Praxíteles (Museo Arqueológico de Olimpia).

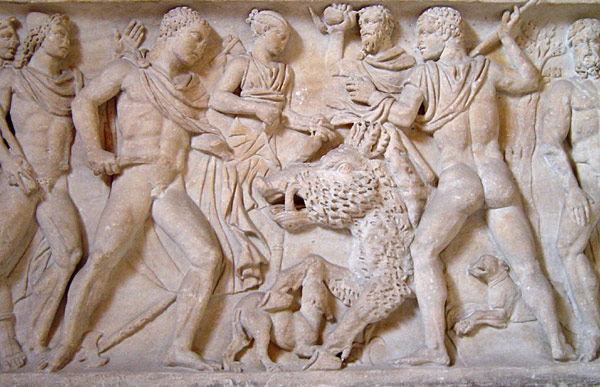
La caza del Jabalí de Calidón de Escopas (Museo Ashmolean) Oxford.

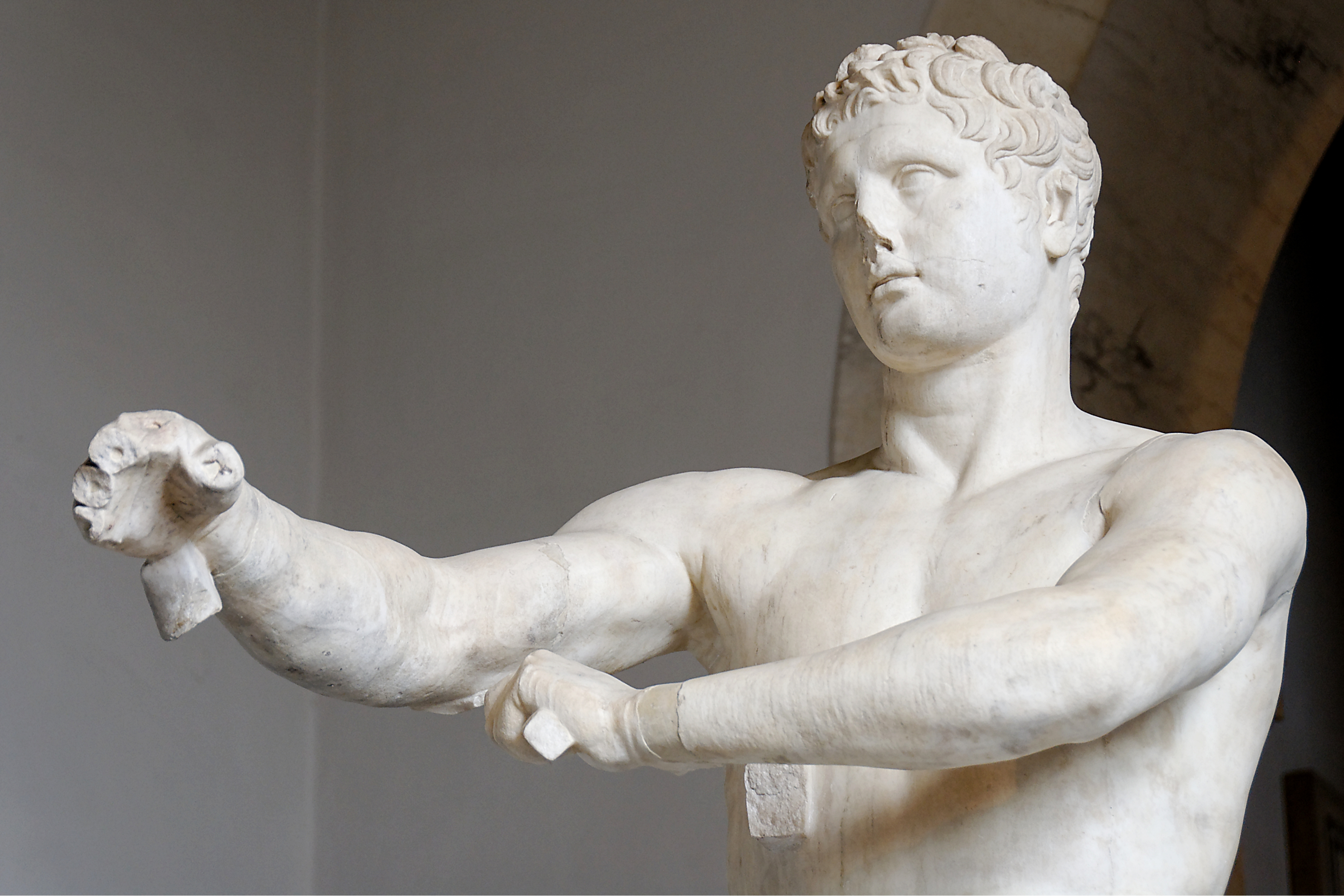
Detalle del Apoxiomeno de Lisipo (Museos Vaticanos).

La escultura griega del siglo IV a. C. fue dominada por tres grandes figuras: Praxíteles, Escopas y Lisipo. 
Praxíteles, ateniense e hijo de escultor, parece haber sido el primero en explorar a fondo las posibilidades sensuales del mármol esculpido. El atractivo erótico de su Afrodita de Cnido —la primera estatua femenina completamente desnuda del arte griego— se hizo famoso en su tiempo, no por el escándalo de mostrar un desnudo femenino sino por mostrar a una diosa como un ser mortal, otra imagen de Afrodita que se le atribuye es la Venus de Arles del museo del Louvre. Su Hermes con el niño Dioniso del Museo Arqueológico de Olimpia, muestra su maestría en la representación de la suavidad de la piel, la sutileza de la expresión facial y la gracia flexible y sinuosa de la postura. Esta postura indolente apoyada en algún soporte, pose de la mayoría de sus esculturas, con lo que justificaba sus marcadas curvas de las caderas, es una de sus señas inconfundibles en sus obras.
Escopas natural de Paros fue conocido por el sentimiento del drama, la violencia, el dinamismo y la pasión con la que impregnó sus obras, se le atribuyó haber conseguido el «pathos» expresado especialmente en las caras de ojos hundidos y la boca entreabierta de sus esculturas, especialmente en las que realizó para el Mausoleo de Halicarnaso, considerada una de las más importantes construcciones arquitectónicas griegas durante este período, aunque en otras obras demostró su habilidad para retratar la paz y la armonía. Participó como arquitecto y escultor en el templo de Atenea en Tegea, donde realizó entre otras esculturas para sus frontones la cacería del Jabalí de Calidón, la lucha entre Aquiles y Telefo, también se le atribuye la Ménade furiosa del museo Albertinum de Dresde.
Lisipo natural de Sición, reformó el canon para la representación de la proporción del cuerpo humano, que anteriormente se había fijado por Policleto, en relación 1:7. Lisipo revisó el canon aumentándolo a siete cabezas y media, consiguiendo la figura más alargada. Empleó casi exclusivamente el bronce como material de sus obras. A él también se le atribuye la primera estatua, que se realizó con una terminación de vista en dirección circular de 360 grados, que permite al espectador apreciarla no sólo desde un punto de vista único y central, como hasta entonces se hacía. De esta obra el Apoxiomeno, se conserva una copia romana en mármol, la original era de bronce y representa a un joven atleta griego, quitándose la arena pegada a su cuerpo debido al sudor con un estrígil, que sólo usaban los hombres y principalmente los atletas: parecido a un rascador, se utilizaba para limpiarse el polvo, sudor y el aceite en exceso que se extendía por la piel antes de los concursos. Se le puede considerar como el escultor oficial de Alejandro Magno para el que realizó numerosas obras como el Heracles Epitrapezios y el Heracles Farnesio y algunos retratos del propio Alejandro.
Estos escultores, junto con otras figuras notables de su generación como Leocares, Briaxis, Cefisodoto el Viejo, Eufránor y Timoteo, resolvieron todos los problemas pendientes en relación con la forma básica y técnica que aún podía impedir la libre expresión de la idea en la materia. Así cierran con grandes conquistas el proceso de la exploración de la anatomía humana, de la representación de las vestiduras y la solución de problemas de composición, además de elevar el tallado de la piedra y la fundición del bronce a un nivel de calidad sin precedentes, y fueron el vínculo de transición desde la escultura griega clásica a la escultura helenística. Las siguientes generaciones helenistas tuvieron poco que añadir a la esencia del arte clásico, lo que aconteció es que hubo más variaciones en la proliferación de motivos conocidos, la exacerbación de la expresión emocional y el dinamismo en los gestos y posturas de escorzo violento, ya empezados a linear en este periodo clásico.

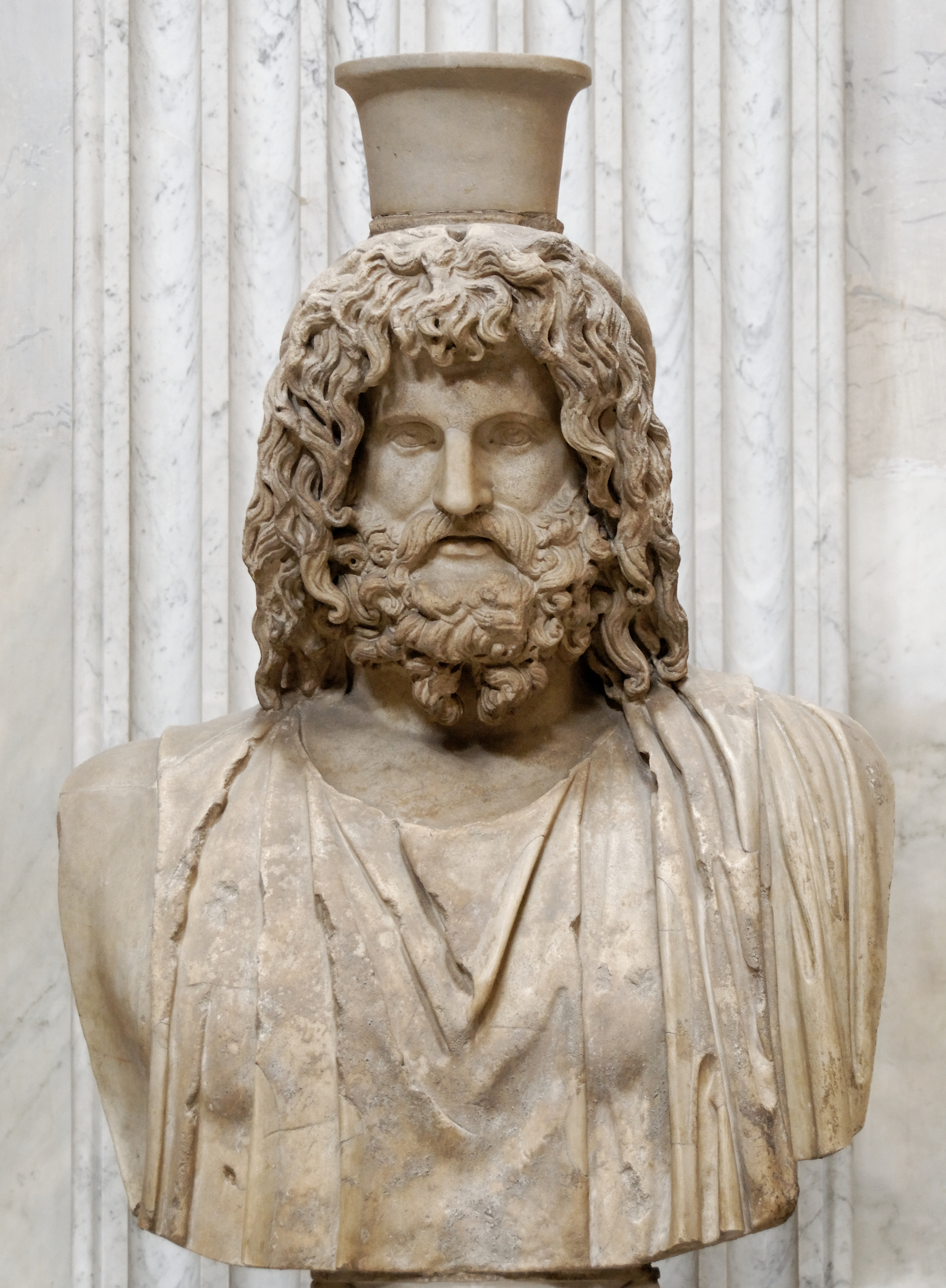
Estatua de Serapis de Briaxis. (Museo Pío-Clementino, Vaticano).
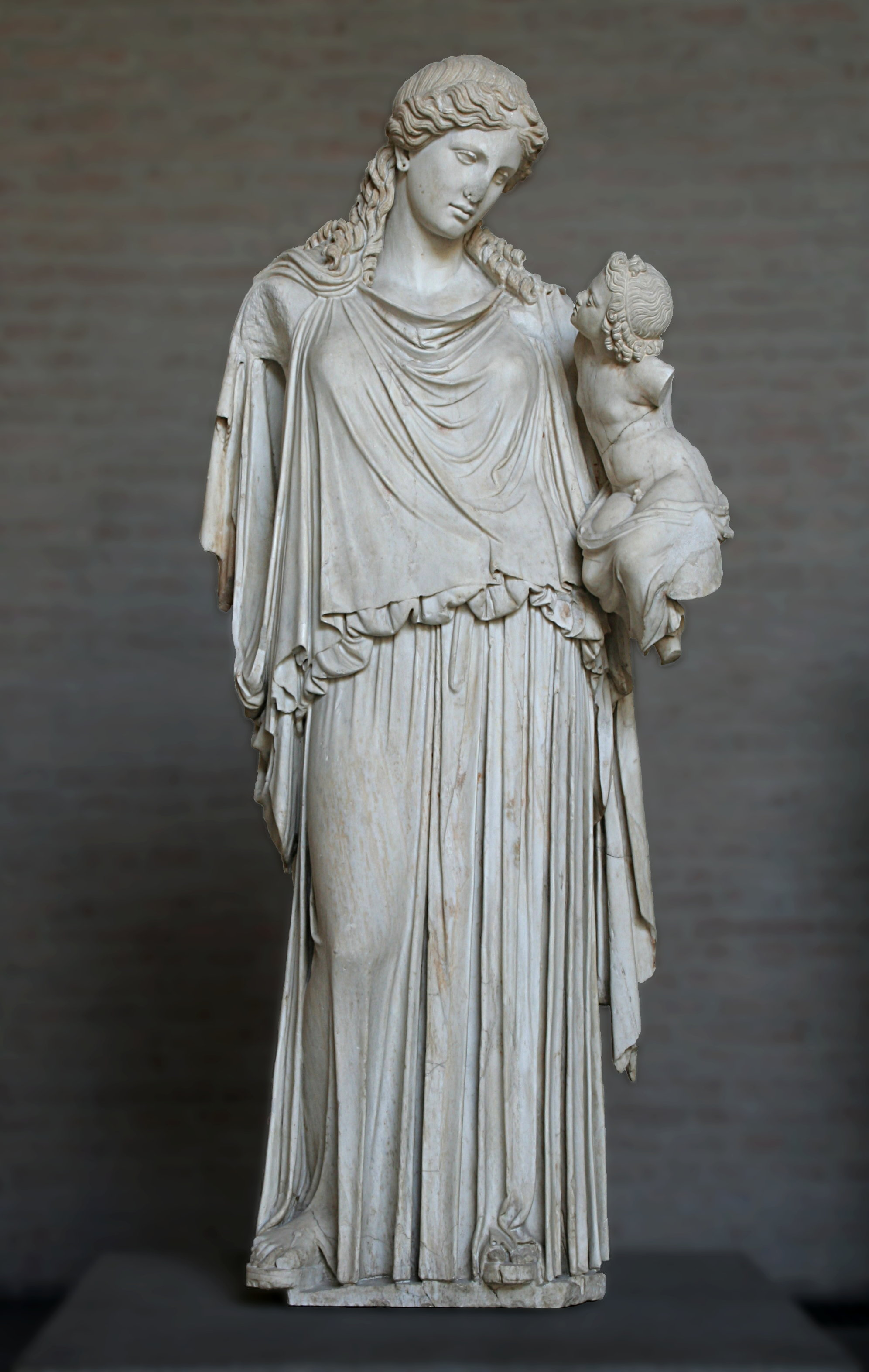
Irene con Pluto de Cefisodoto.
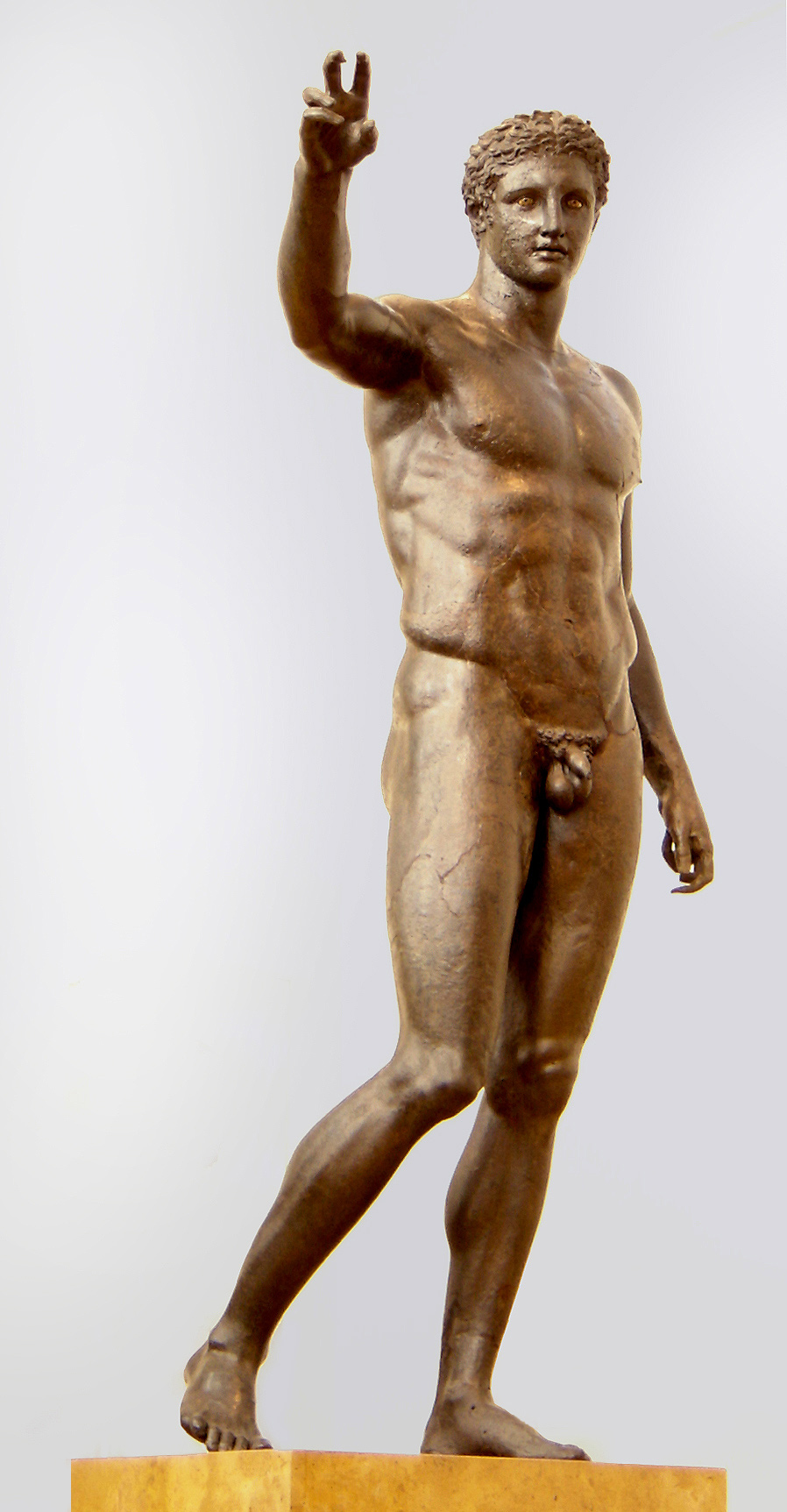
Paris o Perseo de Eufránor.
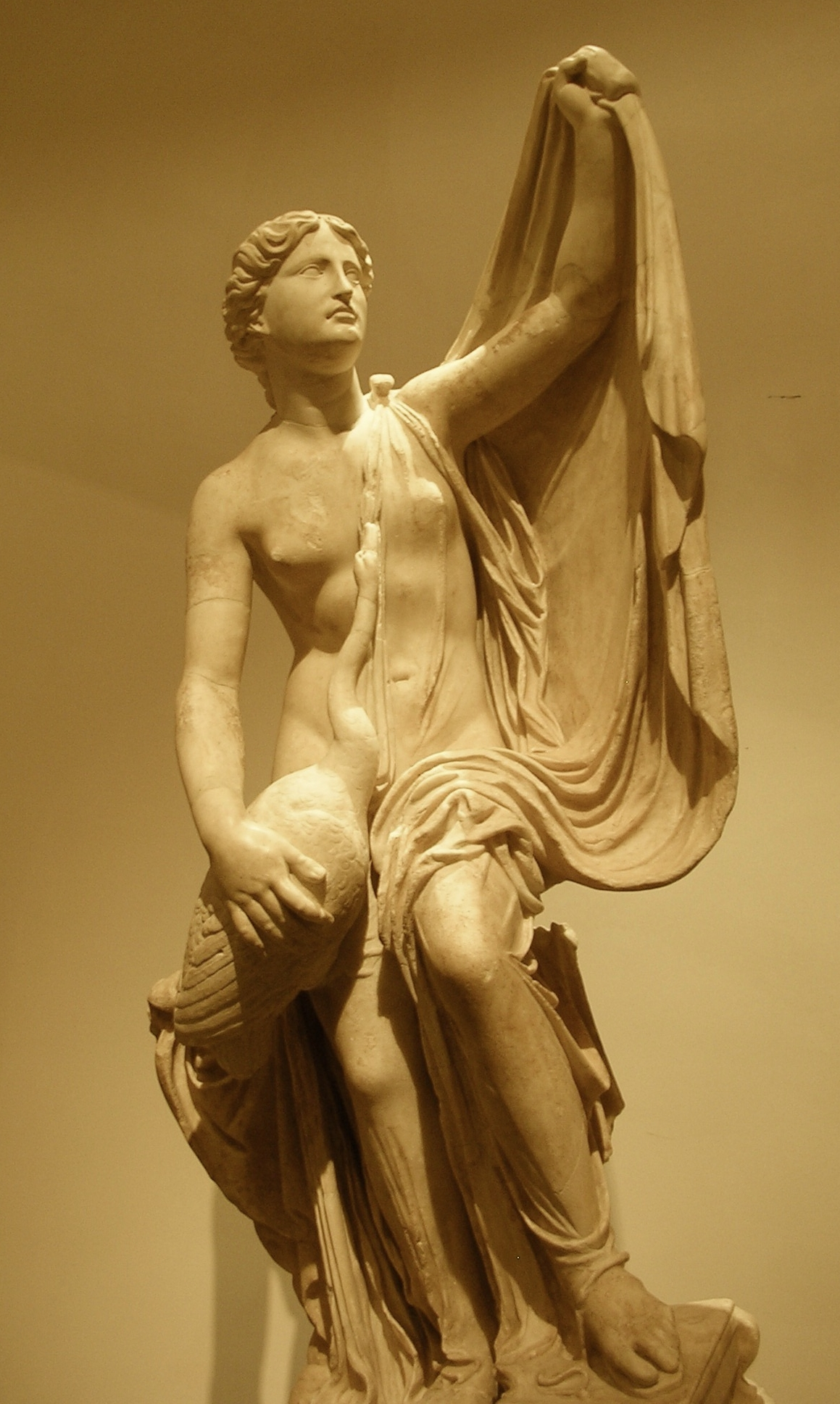
Leda y el cisne de Timoteo.

El estudio de las funciones y los significados de la escultura clásica sigue progresando. Las interacciones e influencias recíprocas en los distintos niveles de categorías, usos y atribuciones que se han establecido no están plenamente reconocidas, y aún queda mucho por dilucidar, por ejemplo, cómo la representación desempeñó un papel en la construcción de conceptos y prácticas relacionadas con el género, el estatus, la integración social, el sentimiento, la sexualidad, la estética, la ideología, la política, la religión, la ética y la evolución histórica dentro de la sociedad griega. Lo que ya era evidente es la complejidad de este papel, y la necesidad de no generalizar demasiado a partir de ejemplos aislados y recordar que el conocimiento de la escultura griega es en parte porque muchas obras son conocidas solo por referencias literarias también a través de copias posteriores, o se encuentran incompletas y en mal estado, y porque su datación y atribución de la autoría son a menudo inseguras y las biografías de sus creadores continúan llenas de importantes lagunas y contradicciones.

## Otros usos y técnicas
En el campo puramente técnico no hubo avances radicales sino los que los escultores del periodo arcaico y severo ya había conquistado. Los mármoles arcaicos ya evidenciaban un dominio de la piedra muy elevado, particularmente visible en sus relieves arquitectónicos. En el caso de los bronces, la principal novedad en la historia de la escultura griega fue el desarrollo de la técnica a la cera perdida, pero sus principios ya se realizaban con maestría durante el periodo severo, con una aplicación diversificada. Por lo tanto, la escultura griega clásica se benefició del hecho de que las técnicas escultóricas principales habían mejorado lo suficiente para que el interés principal pasase a los aspectos de forma y significado, aunque, por supuesto, en todas las técnicas hubo algunos avances técnicos en términos de refinamiento.

### Escultura funeraria

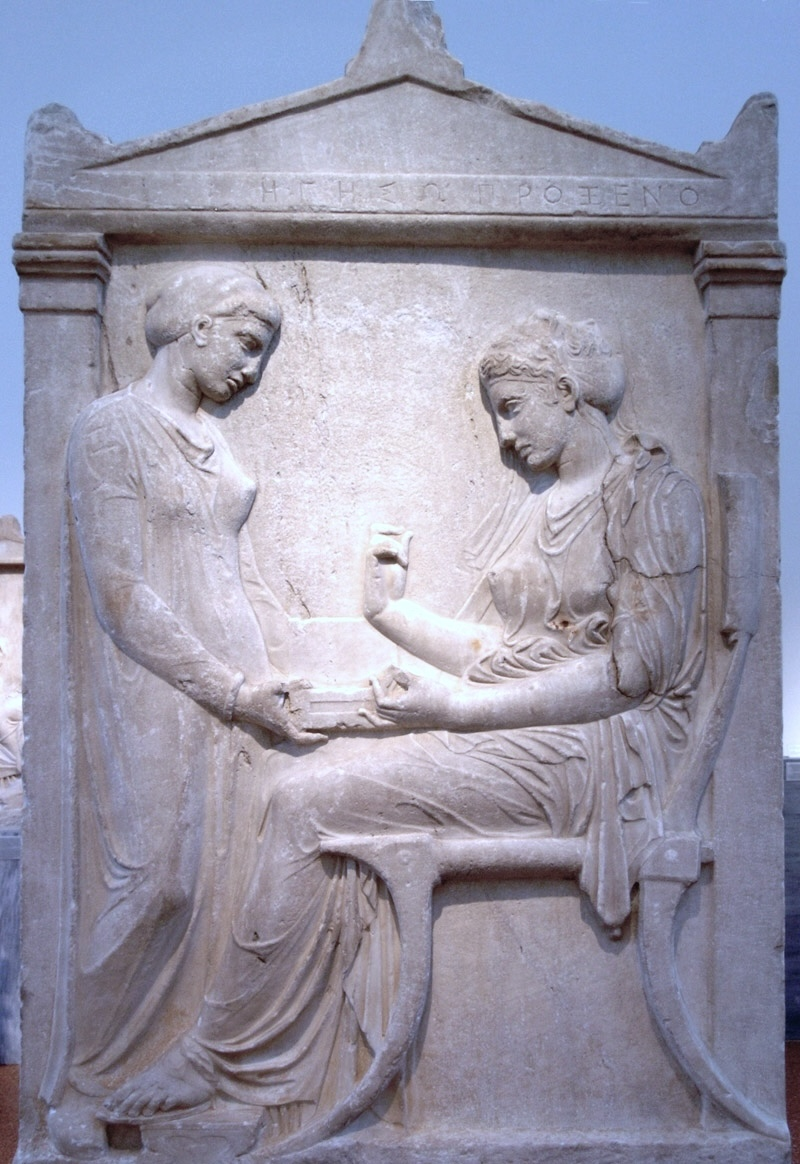
Estela funeraria, según la inscripción del epistilo la difunta se llamaba Hegeso, hija de Próxeno: la calidad del trabajo indica que esta mujer era una eupátrida.

Entre los usos de la escultura estaba la realización de monumentos funerarios, que en general comparten las características de la escultura decorativa de los templos y edificios públicos. La tradición de la construcción de monumentos a los muertos existía desde la época arcaica, cuando los kuros cumplían esta función. Con el advenimiento de la democracia a principios del siglo V a. C. los hábitos comienzan a cambiar y surgen las estelas funerarias —placas con inscripciones en relieve—. Después de una evolución irregular, donde por motivos aún oscuros desaparecen en algunos intervalos, en la época clásica empiezan a convertirse en una práctica común en el Ática donde se reproducían en serie, mientras que en otras regiones sólo se hicieron populares durante el helenismo. Se ha creído siempre que estos monumentos eran prerrogativa de personajes ricos, pero estudios recientes han indicado que su costo sería mucho menor de lo imaginado y que incluso las clases más bajas podían encargar alguna placa votiva, aunque por supuesto haya diferencias en la riqueza y sofisticación entre los entierros del pueblo llano y las grandes familias. Los museos de arqueología clásica tienen en exhibición grandes cantidades de ejemplares. Son especialmente interesantes las que corresponden al clasicismo tardío, que muestran retratos de los difuntos, junto con escenas familiares a veces de gran sensibilidad y poesía, en algunas estas representaciones se muestran en altos relieves, entre las que destaca una en que se encuentra un padre lamentándose con una emoción contenida de la muerte de hijo, otra es la mármol pentélico encontrada al oeste de Atenas en el Cerámico, la llamada Estela funeraria de Hegeso (c.400 a. C.) que representa a una ateniense sentada en una silla, mirando un joya que tiene en su mano derecha. En frente de ella hay una esclava que sujeta un joyero abierto. Ambas se encuentran en el Museo Arqueológico Nacional de Atenas.

### Terracotas

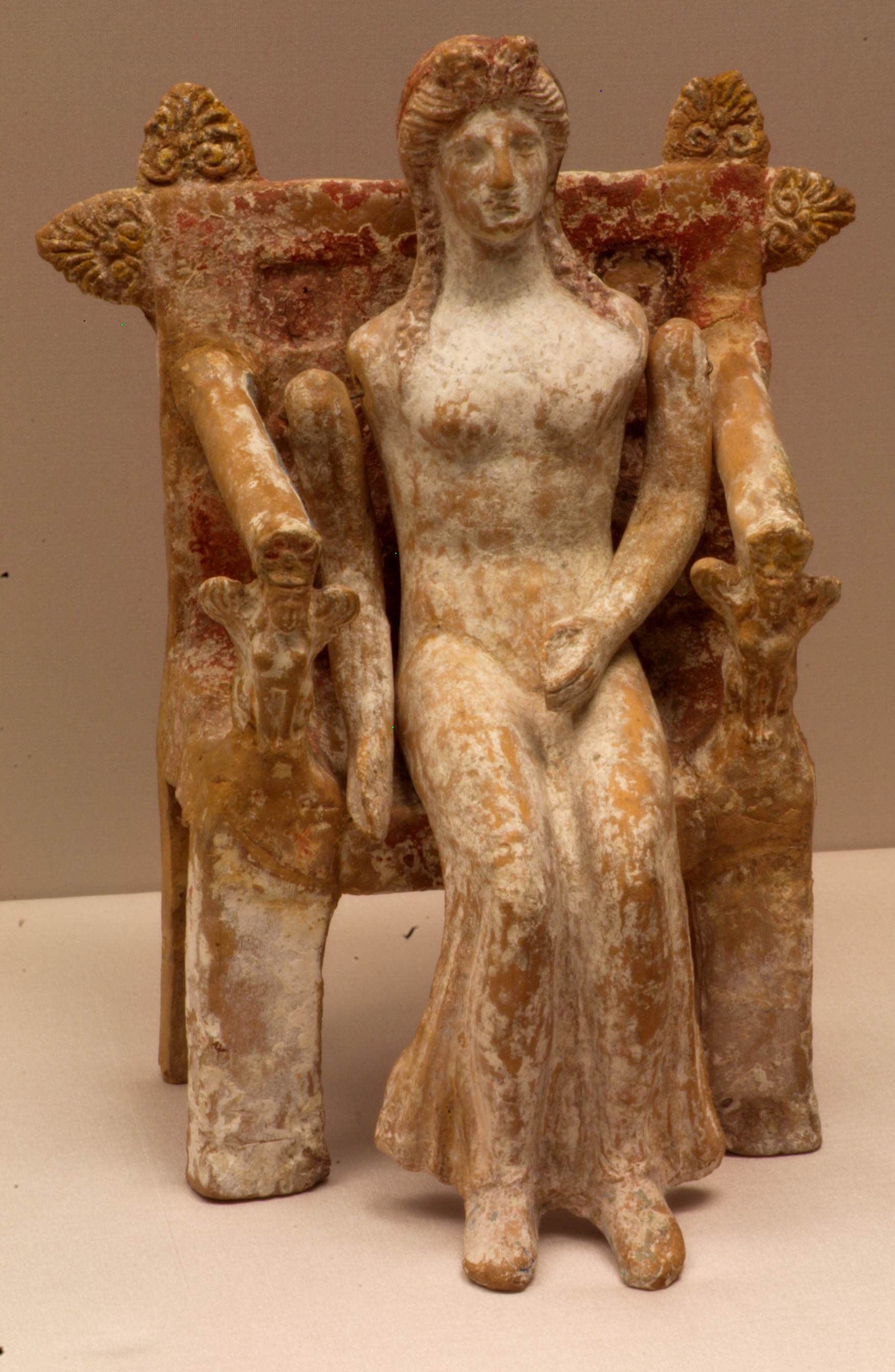
Estatuilla original de terracota con miembros articulados (siglo IV a. C.). Staatliche Antikensammlungen.

La terracota era una técnica dominada desde tiempos inmemoriales, pero su aplicación se daba más en alfarería. Como usos escultóricos se limitaba a los objetos decorativos y pequeñas estatuillas de consumo popular, representando actores especialmente cómicos, animales y tipos de personas comunes del pueblo, pero por lo general, sin mucho refinamiento técnico y que repetían toscamente los principios formales de la escultura de gran tamaño. Piezas mayores y más refinadas eran raras, y habría que esperar a las escuelas helenísticas a partir de final del siglo IV a. C. Los elementos para decoración arquitectónica en terracota tuvieron un gran uso en los períodos anteriores y posteriores, pero en el clasicismo fue bastante raro. Un género particular es el de las figuras pequeñas de terracota con los miembros articulados. Este grupo parece haber desempeñado funciones específicas. Se encuentra en muchas tumbas, lo que sugiere una asociación con las deidades ctónicas. También se especula que pudieron haber servido como estatuas de culto doméstico, como ofrenda a los dioses y como protección mágica del hogar contra las fuerzas del mal. Muchas de ellas tienen agujeros en la parte posterior de la cabeza, lo que indica que podían haber sido usadas en suspensión, lo que permitiría el libre movimiento de sus miembros. También se pensó que podían haber servido como muñecas para los niños, pero su fragilidad, impedía la manipulación repetida sin su rotura rápida, lo que no parece apoyar esta hipótesis. En cuanto a las estatuillas votivas, se observa una gran variedad de estilos, especialmente en el Clásico tardío, donde se encuentran figuras de pie o sentadas y que frecuentemente llevaban alguna ofrenda en las manos, siguen apareciendo rasgos claramente arcaicos, al lado de elementos más progresistas de estilo, a imitación de las pautas marcadas por la estatuaria de culto monumental. La mayoría de estas figurillas se realizaban con moldes, pero empleándose las cabezas para diferentes tipos así como los brazos en diferentes posiciones, con lo que se conseguía gran variedad de modelos sin mucho esfuerzo de modelado previo. Como solían estar policromadas, la pintura variaba una de otras con lo que también se rompía la monotomía y parecían creaciones diferentes.

### Orfebrería

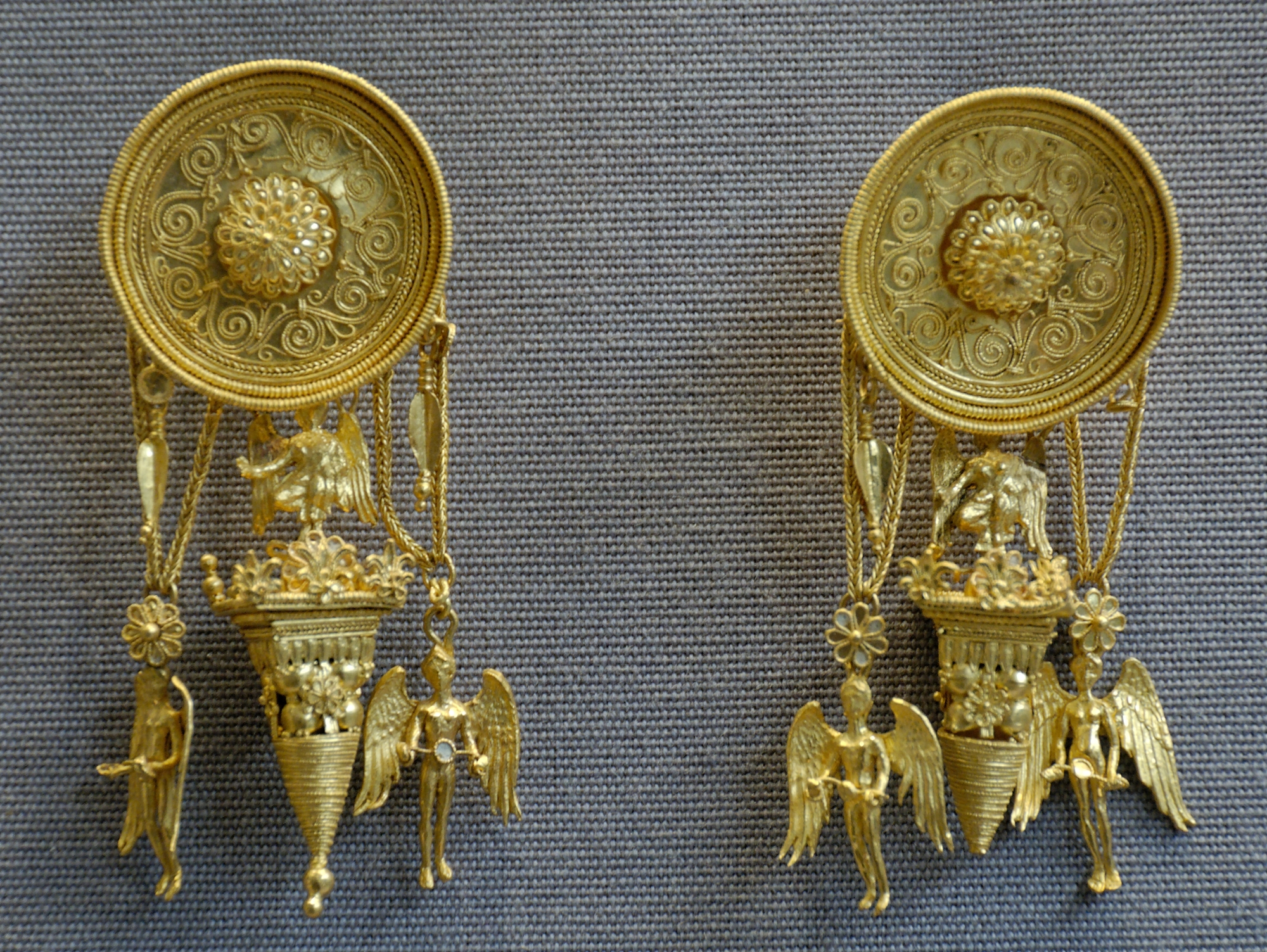
Par de pendientes con colgante en forma de pirámide y con las personificaciones de Eros y Niké c. 330-300 a. C. Museo Británico

Se puede hablar de la orfebrería como una técnica de la escultura en miniatura, donde hubo una producción importante, principalmente en las colonias de la Magna Grecia, Chipre y en el sur del Mar Negro, siendo hallazgos raros los hallados en la Grecia continental. La mayoría de la orfebrería de esta fase se relaciona con contextos religiosos, decoración de estatuas de culto, ofrendas votivas o de celebración, como en el caso de las coronas de oro que solían reproducir hojas de laurel, hiedra, olivo y parra ejecutadas con filigrana y utilizadas en la apoteosis de los emperadores, pero el uso de joyas personales, no era infrecuente y han sido encontradas principalmente en tumbas y santuarios con gran variedad de tipos como brazaletes, diademas, collares, pendientes o fíbulas. Los motivos representados son generalmente animales y vegetales y en las formas humanas abundan las representaciones de Eros o Niké. El modelo de brazalete y collar más corriente era abierto (torque) y sus extremos terminaban con cabezas de animales. Existen también unas pequeñas placas de oro con adornos repujados y con agujeros, encontradas en ajuares funerarios, que se cree iban cosidas como ornamentación en las vestiduras.

### Copias y color
De gran valor para reponer el panorama de la antigua escultura griega son las copias en miniatura, que eran muy populares y que replicaban casi todos los modelos de las obras más importantes de la estatuaria monumental, una práctica que no se limitó solo al período clásico. Se conserva en el Museo del Louvre una estatuilla en bronce copia del Hércules de Lisipo pero que por la diferencia de los años pasados entre la ejecución del original de Lisipo (c.320 a. C.) y esta copia romana pequeña, el modelado se encuentra realizado con un naturalismo mayor y se ha perdido la gran fuerza que imprimió su autor en el original. Curiosamente, algunos temas de gran éxito que fueron copiados varias veces en su tamaño original no se encuentran en miniatura, como es el caso del Doríforo de Policleto. Tal vez esta ausencia es una mera coincidencia, pero puede ser que dichas obras estuvieran tan cargadas de significado que su reducción debía parecer inadecuada. Los materiales utilizados para la miniaturas eran de bronce, mármol, marfil y eventualmente en otras clases de piedras. La terracota, a pesar de su versatilidad, no parece haber sido considerada un material digno para la reproducción de obras famosas, al menos durante el clasicismo griego.
Cuando se habla de la escultura griega antigua se debe saber que lo que se observa hoy en los museos no representa la realidad. En primer lugar, porque gran parte de la estatuaria de referencia, los ejemplares de obras monumentales, están reducidas a pedazos o se conocen sólo a través de copias romanas. Muchas de las calidades técnicas del acabado son bastante pobres, y no sabe exactamente qué grado de fidelidad mantienen en cuanto a la forma de sus modelos, aunque se cree que en general tenemos unos testimonios fiables. Pero lo más importante, es su efecto final y la lectura de la obra y su superficie actualmente desprovista de colorido. La práctica corriente de los antiguos griegos era cubrir sus estatuas y relieves arquitectónicos con pintura, ya sea solo en parte o en su totalidad, con lo que buscaban una semejanza aún más marcada que no sólo con las formas y estructuras. Durante siglos se consideró que sus obras estaban realizadas como las presentan hoy en día, pero la verdad es que eran de colores vivos, con un efecto que hoy, por la falta de costumbre y conocimiento, parecen por lo menos extrañas. Sin embargo, los estudios sugieren que en la época clásica griega el uso de color en la escultura fue más discreto que en periodos anteriores. Recientemente los investigadores han tratado de reconstruir las estatuas policromadas en copias hechas especialmente para esto, y los resultados han sido fascinantes y sorprendentes.
| |
| Coraza de torso en mármol probablemente de un arquero, proveniente de la Acrópolis de Atenas hacia 470 a. C. |

| |
| Restitución de la posible decoración policroma, para la exposición itinerante de Bünter Gotter, producida por la Gliptoteca de Múnich a partir del año 2003. |

| |
| Otra posible restitución de la decoración policroma para la exposición itinerante de Bünter Gotter, producida por la Gliptoteca de Múnich a partir del año 2003. |

## Legado y perspectivas
Que el arte griego clásico ejerció una influencia enorme sobre toda la historia de Occidente es ya un tópico común, este conocimiento se da de un modo genérico en las escuelas y es un consenso también entre los expertos. Tuvo también impacto en el Oriente Próximo y la Antigua Roma, en la misma época de su florecimiento, sobre el norte de África y el Oriente Medio a través del Helenismo, y sobre el Renacimiento, el Romanticismo, el Neoclasicismo y a inicios del siglo XX, dejó amplio y accesible testimonio para todos, tanto en las artes visuales como en otros campos de la actividad humana. Por lo tanto, su importancia está fuera de duda, y su propio nombre «clásico» indica el estado que ha adquirido, pues en el lenguaje corriente clásico es lo que establece una medida con la que evaluar otras cosas de ese tipo.

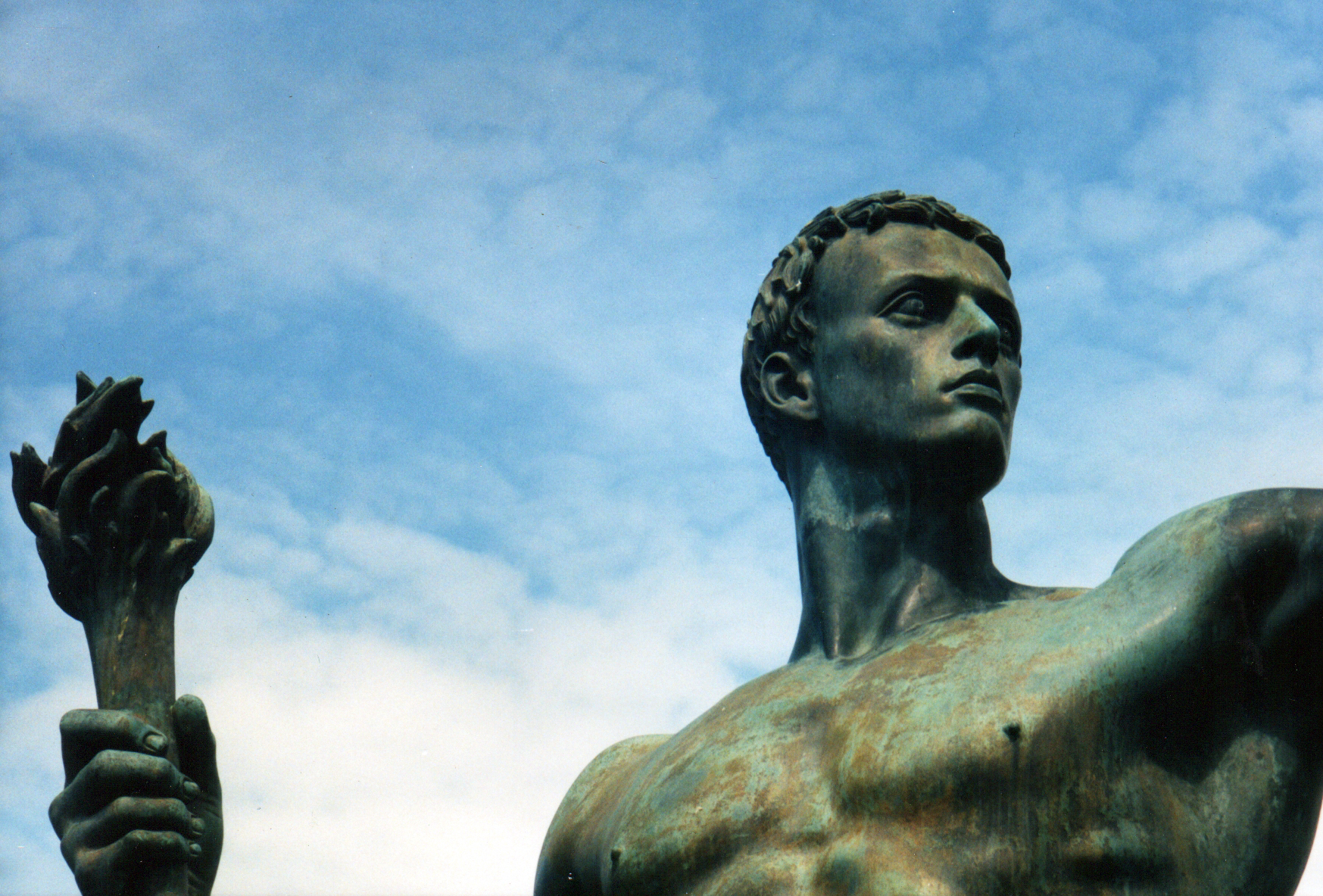
Die Partei, estatua de Arno Breker representando el espíritu del Partido Nazi, con clara influencia de la escultura clásica griega.

La escultura clásica fue en su origen una de las palancas para el nacimiento de la estética como rama autónoma de la filosofía y a lo largo de su historia sus modelos formales fueron utilizados para una amplia variedad de propósitos, algunos nobles y de elevada inspiración humanista, pero a veces opuestos a esto, fue celebrado por regímenes totalitarios y personalidades de diversas especies, como ocurrió durante el nazismo y el fascismo. La ideología subyacente de la escultura griega clásica no estaba, en la evaluación moderna, libre de problemas éticos, porque glorificaba un estilo de vida y un pueblo en detrimento de los demás, y lo colectivo sobre lo individual, suprimiendo el cuestionamiento del orden establecido bajo un manto de homogeneidad artificial y consenso. La ejecución de Sócrates, acusado de impiedad y corrupción de menores, por la misma sociedad que cultivó el clasicismo, alerta para la perversión y mala interpretación que pueden sufrir los propósitos positivos de la mejora y la educación de la comunidad para una ciudadanía más plena, una vida más pura y armoniosa y una ética más avanzada, la escultura clásica lo ilustró tan bien, que hoy se encuentra entre los objetivos más básicos de cualquier sistema de educación digna de ese nombre, pero por otro lado refleja la imperfección inevitable de cualquier empresa humana y la tendencia a la exclusión de las diferencias de ese período.
El clasicismo inició su difusión por el mundo a través de las colonias griegas dispersas por toda la cuenca del Mediterráneo y del Mar Negro, y Alejandro Magno lo llevó más lejos, incluso a la India. En estas regiones los principios de la escultura griega se mezclaron con sus tradiciones, dado lugar a interpretaciones estilísticas que reproducían con más o menos éxito la estética metropolitana, y a esta síntesis ecléctica cosmopolita se le dio el nombre genérico de Helenismo.  La Antigua Roma, por el contrario, fue una ávida receptora de la cultura griega clásica, sus escultores se sentían orgullosos de trabajar bajo la influencia griega y dejaron una vasta colección de obras en las que los modelos clásicos y helenísticos se reconocen de inmediato. Al mismo tiempo, transmitieron para la posteridad mucho de lo que recibieron de Grecia, con lo que actuaron como conservadores de un legado que tal vez se hubiera perdido sin su ayuda.
El cristianismo primitivo tomó los modelos griegos para iniciar su propio arte, pero después del siglo VI se convirtió en el más feroz adversario de la escultura antigua y le infligió un golpe devastador. Fue entonces cuando la gran mayoría de las obras que aún sobrevivían desde la antigüedad fueron destruidas, vistas como inmorales por su preferencia en la representación del desnudo, además de ser condenadas como una reliquia del sistema pagano. Por otro lado, durante el Renacimiento, el modelo clásico fue el tema de una recuperación de la dignidad del cuerpo y el placer puramente estético, y el cristianismo, después de proscribir durante siglos la herencia artística pagana, la recuperó con la transformación y adaptación para servir y alabar a los héroes del nuevo orden: los santos y mártires de la fe. El clasicismo retorna a escena con fuerza y la concepción del arte renacentista reproduce casi literalmente la idea formulada por los filósofos clásicos. El prestigio que la estatuaria clásica consiguió en este periodo del Renacimiento llegó al borde de la pasión:

...los pintores y escultores, escogiendo las más elegantes bellezas naturales, perfeccionan la Idea y sus obras adelantan y superan a la Naturaleza, lo que representa la última alabanza a estas artes, como ya hemos probado. Nace entonces el respeto y el estupor de los hombres ante los artífices: ésta fue la gloria de Timantes, Apeles, Fidias y Lisipo y de tantos otros celebrados por la fama, los cuales, elevados sobre las formas humanas, llevaron sus Ideas y sus obras a la admiración. Bien puede llamarse entonces a esta Idea perfección de la Naturaleza, milagro del Arte, providencia del Intelecto,ejemplo de la mente, luz de la fantasía. Sol que desde el Oriente inspira la estatua de Menón, fuego que vivifica la estatua de Prometeo.
Giovanni Pietro Bellori. Discurso en la Academia de San Lucas sobre La Idea de la Pintura, Escultura y Arquitectura (1664).

| |
| Apolo de Belvedere copia en mármol del bronce atribuido al escultor griego Leocares original c. 330 a. C. |

|                                                                                              |
| Perseo con la cabeza de Medusa de Antonio Canova c. 1800 inspirado en el Apolo de Belvedere. |

Para los románticos, especialmente en Alemania, Grecia continuó siendo vista como un modelo de vida y de cultura. Nietzsche dijo: «Oh, ¡los griegos! Ellos sabían cómo vivir.» Otros estudiosos, en la misma línea, rechazaron la tradición romana y pasaron a cultivar la griega clásica hasta tal punto que se creó una verdadera «grecomanía», que influyó en todas las humanidades y formas artísticas. En el neoclasicismo el humanismo clásico no fue un impulso insignificante para implementar de conceptos democráticos y republicanos. En la apreciación de Winckelmann, uno de los cerebros del movimiento, parecía que sólo los griegos habían tenido éxito en producir belleza, para él y sus compañeros el Apolo de Belvedere fue la más perfecta realización de la escultura de todos los tiempos. A él también se debe la distinción entre el «Alto clasicismo» y el «Clasicismo tardío», describiendo el primero como «grandioso y austero», y el segundo como «hermoso y fluido». Mientras tanto, el clasicismo cruzó el Atlántico e inspiró la formación del Estado norteamericano y su escuela de escultura.
En el siglo XX el modelo educativo clásico comienza a decaer bajo el impacto del arte moderno, y la capacidad de la escultura clásica para inspirar a los nuevos artistas se precipita en una caída fulminante hasta casi extinguirse, mientras que los estudios académicos sobre ella se multiplican y se perfeccionan a niveles inéditos con el desarrollo de nuevos métodos la investigación arqueológica y el perfeccionamiento del aparato teórico y técnico. Hoy en día las reglas formales de la escultura clásica griega, su humanismo y su énfasis en el desnudo encuentran una nueva manera de impresionar a la sociedad en la concepción contemporánea de la belleza y las prácticas relacionadas con el cuerpo, se recurre a un cultivo del físico, que nació con los griegos y que influyen diversas costumbres relacionadas con la sexualidad y el concepto del cuerpo en la cultura de masas. Aunque, obviamente, los griegos no son responsables de la evolución del tipo físico de la raza humana, para un ser cultural y mental como el hombre los aspectos puramente biológicos, no son absolutos, y es posible que la herencia clásica, tenga sus raíces en el inconsciente colectivo de los occidentales y en su conciencia activa, se deja influir en una moderna selección «natural» hacia un modelo corporal establecido por los escultores clásicos, pero las causas por qué ocurre esto ahora, aún no están claras.

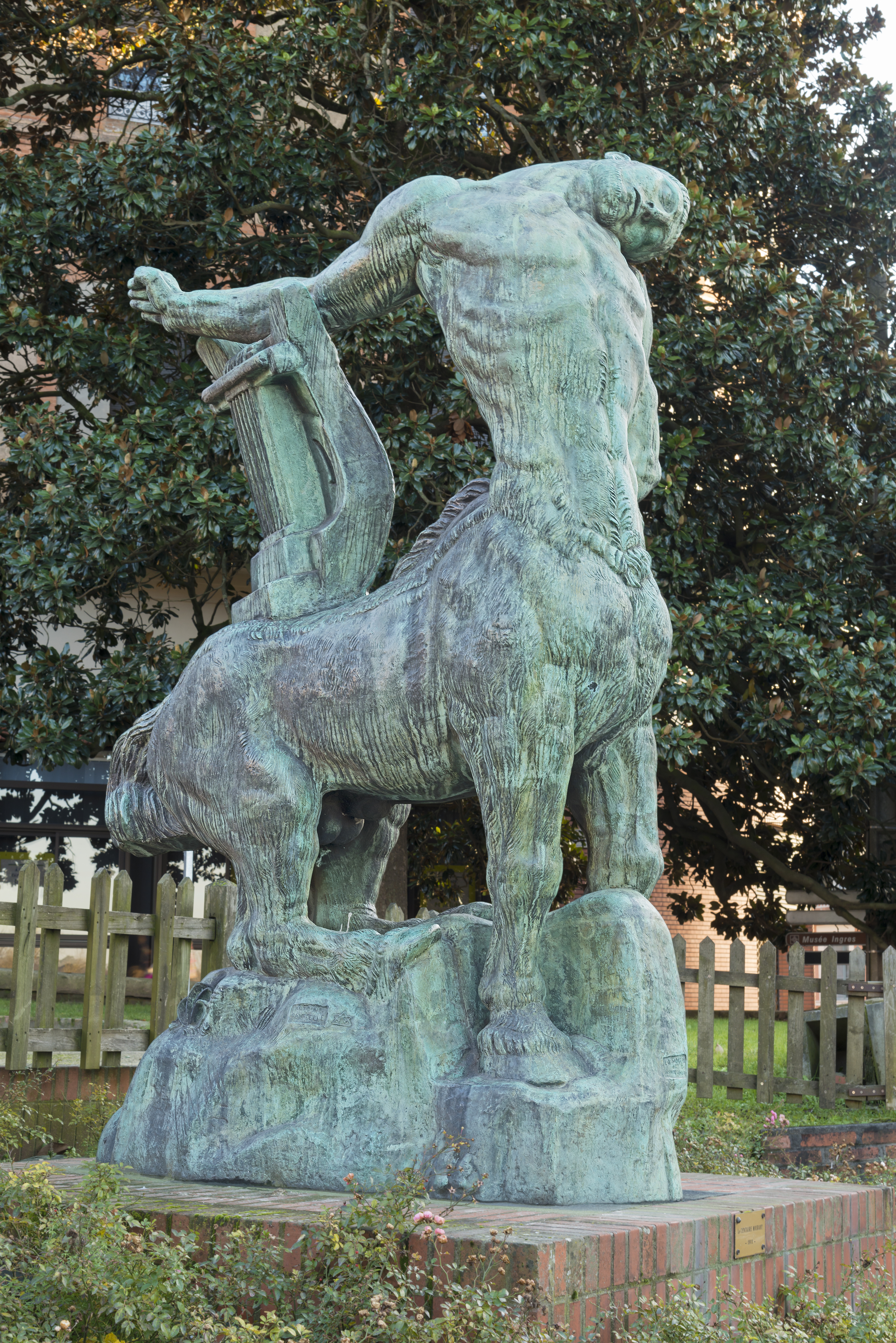
Centauro moribundo (1914), escultura de Antoine Bourdelle, cuyas obras tuvieron inspiración en las de la Antigua Grecia.

Al mismo tiempo comienza a establecerse entre la crítica de arte una tendencia a rebatir el prestigio prácticamente unánime que lo moderno conquistó y ha mantenido durante casi un siglo, el establecimiento de prácticas que se siguen en la sociedad contemporánea, sus valores individualistas, herméticos, irracionales, abstraccionistas, anti-históricos e informales comienzan a ser revisados. En este sentido, el modelo clásico puede tener una nueva atracción para los artistas y la sociedad en el contexto de la actualización de la paideia, con el rescate de una línea de trabajo inspirada en el humanismo clásico hacia el bien común y la educación ética del público general, para lo cual, sus obras se dirigen en un momento histórico en el que el énfasis en la tecnología, junto con el consumismo, la excesiva especialización de los oficios, la vida urbana, los problemas ambientales, la superficialidad de la cultura de masas y la pérdida de referencias morales, se convierten en aspectos amenazadores del bienestar y la supervivencia de la raza humana. Significativamente, el tema del XX Congreso Mundial de Filosofía organizado por la International Federation of Philosophical Societies en Boston el año 1998 fue Paideia educating Humanity (Paideia educación de la humanidad). El postmodernismo ensayó una relectura del arte clásico, pero reconoció que cualquier apropiación de los principios antiguos es selectiva, contaminada por los prejuicios históricos y contextuales, y jamás inocente, pero que podría arrojar una luz útil para lo contemporáneo si se adaptaba a los nuevos tiempos. En este sentido, no es menos interesante que la escultura clásica es en este siglo más apreciada y estudiada que cualquier otro período histórico, pero que poco se refleja en el arte que se produce. Paralelamente, los aspectos de la vida contemporánea como el turismo cultural a los museos y sitios arqueológicos han sido vistos como una fuerza positiva en la difusión de la cultura y el arte clásico para el público en general, aunque su eficacia es incierta ya que puede sufrir la manipulación política, la degradación mercantil y dar lugar a la racionalización institucional simplista y acrítica sobre el pasado. Estas consecuencias son, por supuesto polémicas.

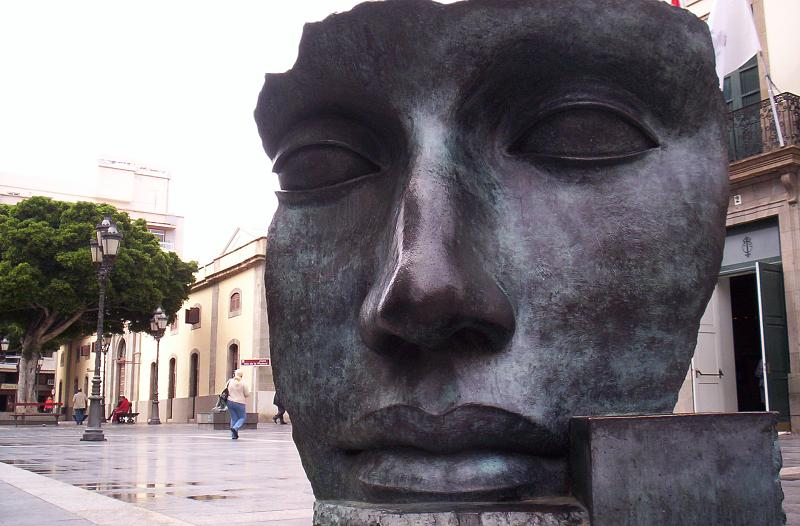
Per Adriane (1993) escultura pública en Santa Cruz de Tenerife de Igor Mitoraj nacido en 1944. Su estilo parte de la tradición clásica pero introduce un toque postmoderno al truncar deliberadamente las extremidades, lo que en las obras clásicas es el resultado las vicisitudes que han sufrido a lo largo del tiempo.

La presencia de la escultura clásica sigue siendo sorprendente, las objeciones en contra de su presunto elitismo y el dogmatismo estético e ideológico que ha recibido en los últimos tiempos, contribuyen para evidenciar su posición destacada y confirmar que sigue siendo una fuerza activa en el panorama cultural actual. Se ha extendido sobre una gran parte del mundo y se mantiene viva hoy en día, atrayendo a millones de visitantes en los museos donde se exhibe y siendo objeto de innumerables estudios y publicaciones, su fascinación se explica esencialmente por una única y sencilla razón: su parecido con el hombre real. Mientras que los hombres vean como continúa esta semejanza, la escultura griega permanecerá como una referencia obvia, cuando se vea su imagen como un reflejo en un espejo, y más importante, cuando encuentren en el retrato que, además, enaltece los puntos más positivos y sugiere un ideal válido para ser conseguido. Otras culturas y otras razas tienen sus prototipos específicos y sus modelos ideales, igualmente dignos de aplauso y respeto, pero no hay que hacer una apología de la «superioridad» de un grupo y un estilo, que en realidad es sólo una más de la rica y diversas comunidades de los humanos. Aunque por lo menos y con respecto al hombre blanco occidental, el reiterado llamamiento que el modelo clásico, ha ejercido sobre sí a lo largo de su historia da fe de la amplitud y profundidad de su significado. Retirándolo del propio hombre y devolviéndolo magnificado y sublimado, sean cuales fueran los usos o abusos que se hicieron o se hacen de este modelo, conforme a la sabiduría o locura de los tiempos, el mérito de su «invención» se debe a los griegos clásicos.